# ATP Challenger Tour 2018
L'ATP Challenger Tour 2018 è stata una serie di tornei internazionali maschili studiati per consentire a giocatori di seconda fascia di acquisire un ranking sufficiente per accedere ai tornei del circuito maggiore. Si sono tenuti 159 tornei con montepremi da 50.000 $ fino a 150.000 $. È stata la 41ª edizione del circuito Challenger, la 10ª sotto questo nome.

## Calendario

### Gennaio
| Settimana  | Torneo | Campione                                                    | Finalista                                 | Semifinalisti                         | Eliminati ai quarti                                                 |
| ---------- | --- | ----------------------------------------------------------- | ----------------------------------------- | ------------------------------------- | ------------------------------------------------------------------- |
| 1 gennaio  | Bangkok Challenger I Bangkok, Thailandia Challenger 80 – 50.000$+H Cemento – 48S/4Q/16D                       | Marcel Granollers 4–6, 6–3, 7–5                             | Mats Moraing                              | Blaž Rola Oleksandr Nedovjesov        | Lee Duck-hee Evgenij Karlovskij Zdeněk Kolář Zhang Ze               |
| 1 gennaio  | Bangkok Challenger I Bangkok, Thailandia Challenger 80 – 50.000$+H Cemento – 48S/4Q/16D                       | Gerard Granollers Marcel Granollers 6–3, 7–6(6)             | Zdeněk Kolář Gonçalo Oliveira             | Blaž Rola Oleksandr Nedovjesov        | Lee Duck-hee Evgenij Karlovskij Zdeněk Kolář Zhang Ze               |
| 1 gennaio  | Internationaux de Nouvelle-Calédonie Numea, Nuova Caledonia Challenger 90 –75.000$+H Cemento – 48S/4Q/16D     | Noah Rubin 7–5, 6–4                                         | Taylor Fritz                              | Gleb Sakharov Kenny de Schepper       | Corentin Moutet Casper Ruud Cameron Norrie Tim Pütz                 |
| 1 gennaio  | Internationaux de Nouvelle-Calédonie Numea, Nuova Caledonia Challenger 90 –75.000$+H Cemento – 48S/4Q/16D     | Hugo Nys Tim Pütz 6–2, 6–2                                  | Alejandro González Jaume Munar            | Gleb Sakharov Kenny de Schepper       | Corentin Moutet Casper Ruud Cameron Norrie Tim Pütz                 |
| 1 gennaio  | City of Playford Tennis International Playford, Australia Challenger 80 – 75.000$ Cemento – 48S/4Q/16D        | Jason Kubler 6–4, 6–2                                       | Brayden Schnur                            | Evan King Reilly Opelka               | Marinko Matosevic Norbert Gombos Omar Jasika Alex Bolt              |
| 1 gennaio  | City of Playford Tennis International Playford, Australia Challenger 80 – 75.000$ Cemento – 48S/4Q/16D        | Mackenzie McDonald Tommy Paul 7–6(4), 6–4                   | Maverick Banes Jason Kubler               | Evan King Reilly Opelka               | Marinko Matosevic Norbert Gombos Omar Jasika Alex Bolt              |
| 8 gennaio  | Bangkok Challenger II Bangkok, Thailandia Challenger 80 – 50.000$+H Cemento – 48S/4Q/16D                      | Marcel Granollers 4–6, 6–2, 6–0                             | Enrique López Pérez                       | Bernabé Zapata Miralles Mats Moraing  | Yusuke Takahashi Evgenij Karlovskij Pedro Martínez Matteo Viola     |
| 8 gennaio  | Bangkok Challenger II Bangkok, Thailandia Challenger 80 – 50.000$+H Cemento – 48S/4Q/16D                      | James Cerretani Joe Salisbury 6(5)–7, 6–3, [10–8]           | Enrique López Pérez Pedro Martínez        | Bernabé Zapata Miralles Mats Moraing  | Yusuke Takahashi Evgenij Karlovskij Pedro Martínez Matteo Viola     |
| 8 gennaio  | Canberra Challenger Canberra, Australia Challenger 80 – 75.000$ Cemento – 48S/4Q/16D                          | Andreas Seppi 5–7, 6–4, 6–3                                 | Márton Fucsovics                          | Maxime Janvier Víctor Estrella Burgos | Hugo Grenier Elliot Benchetrit Guillermo García López Florian Mayer |
| 8 gennaio  | Canberra Challenger Canberra, Australia Challenger 80 – 75.000$ Cemento – 48S/4Q/16D                          | Jonathan Erlich Divij Sharan 7–6(1), 6–2                    | Hans Podlipnik Castillo Andrėj Vasileŭski | Maxime Janvier Víctor Estrella Burgos | Hugo Grenier Elliot Benchetrit Guillermo García López Florian Mayer |
| 15 gennaio | Koblenz Open Coblenza, Germania Challenger 80 – €43.000+H Cemento indoor – 48S/4Q/16D                         | Mats Moraing 6–2, 6–1                                       | Kenny de Schepper                         | Il'ja Ivaška Serhij Stachovs'kyj      | Yannick Maden Aleksej Vatutin Mohamed Safwat Yasutaka Uchiyama      |
| 15 gennaio | Koblenz Open Coblenza, Germania Challenger 80 – €43.000+H Cemento indoor – 48S/4Q/16D                         | Romain Arneodo Tristan-Samuel Weissborn 6(4)–7, 7–5, [10–6] | Sander Arends Antonio Šančić              | Il'ja Ivaška Serhij Stachovs'kyj      | Yannick Maden Aleksej Vatutin Mohamed Safwat Yasutaka Uchiyama      |
| 22 gennaio | Challenger Series – Newport Beach Newport Beach, Stati Uniti Challenger 125 – 150.000$+H Cemento – 48S/4Q/16D | Taylor Fritz 3–6, 7–5, 6–0                                  | Bradley Klahn                             | Reilly Opelka Cristian Garín          | Matthias Bachinger Noah Rubin Darian King Miomir Kecmanović         |
| 22 gennaio | Challenger Series – Newport Beach Newport Beach, Stati Uniti Challenger 125 – 150.000$+H Cemento – 48S/4Q/16D | James Cerretani Leander Paes 6–4, 7–5                       | Treat Huey Denis Kudla                    | Reilly Opelka Cristian Garín          | Matthias Bachinger Noah Rubin Darian King Miomir Kecmanović         |
| 22 gennaio | Open de Rennes Rennes, Francia Challenger 90 – €64.000+H Cemento indoor – 48S/4Q/16D                          | Vasek Pospisil 6–1, 6–2                                     | Ričardas Berankis                         | Liam Broady Antoine Hoang             | Gleb Sakharov Manuel Guinard Yannick Maden Quentin Halys            |
| 22 gennaio | Open de Rennes Rennes, Francia Challenger 90 – €64.000+H Cemento indoor – 48S/4Q/16D                          | Sander Gillé Joran Vliegen 6–3, 6(1)–7, [10–7]              | Sander Arends Antonio Šančić              | Liam Broady Antoine Hoang             | Gleb Sakharov Manuel Guinard Yannick Maden Quentin Halys            |
| 29 gennaio | Challenger of Dallas Dallas, Stati Uniti Challenger 100 – 125.000$ Cemento indoor – 48S/4Q/16D                | Kei Nishikori 6–1, 6–4                                      | Mackenzie McDonald                        | Jason Jung Denis Kudla                | Dominik Koepfer Miomir Kecmanović Taylor Fritz Tim Smyczek          |
| 29 gennaio | Challenger of Dallas Dallas, Stati Uniti Challenger 100 – 125.000$ Cemento indoor – 48S/4Q/16D                | Jeevan Nedunchezhiyan Christopher Rungkat 6–4, 3–6, [10–7]  | Leander Paes Joe Salisbury                | Jason Jung Denis Kudla                | Dominik Koepfer Miomir Kecmanović Taylor Fritz Tim Smyczek          |
| 29 gennaio | Burnie International Burnie, Australia Challenger 80 – 75.000$ Cemento – 48S/4Q/16D                           | Stéphane Robert 6–1, 6–2                                    | Daniel Altmaier                           | Jason Kubler Yoshihito Nishioka       | Marcel Granollers Yusuke Takahashi Evan King Andrew Whittington     |
| 29 gennaio | Burnie International Burnie, Australia Challenger 80 – 75.000$ Cemento – 48S/4Q/16D                           | Gerard Granollers Marcel Granollers 7–6(8), 6–2             | Evan King Max Schnur                      | Jason Kubler Yoshihito Nishioka       | Marcel Granollers Yusuke Takahashi Evan King Andrew Whittington     |
| 29 gennaio | Open Quimper Bretagne Occidentale Quimper, Francia Challenger 80 – €43.000 Cemento indoor – 48S/4Q/16D        | Quentin Halys 6–3, 7–6(1)                                   | Aleksej Vatutin                           | Stefanos Tsitsipas Calvin Hemery      | Stefano Napolitano Maxime Janvier Tristan Lamasine Jaume Munar      |
| 29 gennaio | Open Quimper Bretagne Occidentale Quimper, Francia Challenger 80 – €43.000 Cemento indoor – 48S/4Q/16D        | Ken Skupski Neal Skupski 6–3, 3–6, [10–7]                   | Sander Gillé Joran Vliegen                | Stefanos Tsitsipas Calvin Hemery      | Stefano Napolitano Maxime Janvier Tristan Lamasine Jaume Munar      |

### Febbraio
| Settimana   | Torneo | Campioni                                                 | Finalisti                             | Semifinalisti                      | Eliminati ai quarti                                                |
| ----------- | --- | -------------------------------------------------------- | ------------------------------------- | ---------------------------------- | ------------------------------------------------------------------ |
| 5 febbraio  | Kunal Patel San Francisco Open San Francisco, Stati Uniti Challenger 90 – $100.000 Cemento indoor – 32S/27Q/16D | Jason Jung 6–4, 2–6, 7–6(5)                              | Dominik Koepfer                       | Dennis Novikov Miomir Kecmanović   | Filip Peliwo Bradley Klahn Michael Mmoh Noah Rubin                 |
| 5 febbraio  | Kunal Patel San Francisco Open San Francisco, Stati Uniti Challenger 90 – $100.000 Cemento indoor – 32S/27Q/16D | Marcelo Arévalo Roberto Maytín 6–3, 6(5)–7, [10–7]       | Luke Bambridge Joe Salisbury          | Dennis Novikov Miomir Kecmanović   | Filip Peliwo Bradley Klahn Michael Mmoh Noah Rubin                 |
| 5 febbraio  | Launceston Tennis International Launceston, Australia Challenger 80 – $75.000 Cemento – 48S/4Q/16D              | Marc Polmans 6–2, 6–2                                    | Bradley Mousley                       | Marcel Granollers Andrew Harris    | Alexander Sarkissian Kevin King Jason Kubler Dayne Kelly           |
| 5 febbraio  | Launceston Tennis International Launceston, Australia Challenger 80 – $75.000 Cemento – 48S/4Q/16D              | Alex Bolt Bradley Mousley 7–6(6), 6–0                    | Sekou Bangoura Nathan Pasha           | Marcel Granollers Andrew Harris    | Alexander Sarkissian Kevin King Jason Kubler Dayne Kelly           |
| 5 febbraio  | Hungarian Challenger Open Budapest, Ungheria Challenger 80 – €64.000 Cemento indoor – 48S/4Q/16D                | Vasek Pospisil 7–6(3), 3–6, 6–3                          | Nicola Kuhn                           | Márton Fucsovics Nikola Milojević  | Kevin Krawietz Jürgen Zopp Elias Ymer Constant Lestienne           |
| 5 febbraio  | Hungarian Challenger Open Budapest, Ungheria Challenger 80 – €64.000 Cemento indoor – 48S/4Q/16D                | Félix Auger-Aliassime Nicola Kuhn 2–6, 6–2, [11–9]       | Marin Draganja Tomislav Draganja      | Márton Fucsovics Nikola Milojević  | Kevin Krawietz Jürgen Zopp Elias Ymer Constant Lestienne           |
| 12 febbraio | Challenger La Manche Cherbourg, Francia Challenger 80 – €43.000+H Cemento indoor – 48S/4Q/16D                   | Maximilian Marterer 6–4, 7–5                             | Constant Lestienne                    | Mats Moraing Matteo Berrettini     | Mikael Ymer Tobias Kamke Kenny de Schepper Alexei Popyrin          |
| 12 febbraio | Challenger La Manche Cherbourg, Francia Challenger 80 – €43.000+H Cemento indoor – 48S/4Q/16D                   | Romain Arneodo Tristan-Samuel Weissborn 6–3, 1–6, [10–4] | Antonio Šančić Ken Skupski            | Mats Moraing Matteo Berrettini     | Mikael Ymer Tobias Kamke Kenny de Schepper Alexei Popyrin          |
| 12 febbraio | Chennai Open Challenger Chennai, India Challenger 80 – $50.000+H Cemento – 48S/4Q/16D                           | Jordan Thompson 7–5, 3–6, 7–5                            | Yuki Bhambri                          | Pedro Martínez Lee Duck-hee        | Danilo Petrović Mohamed Safwat Antoine Escoffier Yasutaka Uchiyama |
| 12 febbraio | Chennai Open Challenger Chennai, India Challenger 80 – $50.000+H Cemento – 48S/4Q/16D                           | Sriram Balaji Vishnu Vardhan 7–6(5), 5–7, [10–5]         | Cem İlkel Danilo Petrović             | Pedro Martínez Lee Duck-hee        | Danilo Petrović Mohamed Safwat Antoine Escoffier Yasutaka Uchiyama |
| 19 febbraio | Internazionali di Tennis di Bergamo Bergamo, Italia Challenger 90 – €64.000+H Cemento indoor – 48S/4Q/16D       | Matteo Berrettini 6–2, 3–6, 6–2                          | Stefano Napolitano                    | Jürgen Zopp Lorenzo Sonego         | Salvatore Caruso Adam Pavlásek Mohamed Safwat Andrea Arnaboldi     |
| 19 febbraio | Internazionali di Tennis di Bergamo Bergamo, Italia Challenger 90 – €64.000+H Cemento indoor – 48S/4Q/16D       | Scott Clayton Jonny O'Mara 5–7, 6–3, [15–13]             | Laurynas Grigelis Alessandro Motti    | Jürgen Zopp Lorenzo Sonego         | Salvatore Caruso Adam Pavlásek Mohamed Safwat Andrea Arnaboldi     |
| 19 febbraio | All Japan Indoor Tennis Championships Kyoto, Giappone Challenger 80 – $50.000+H Sintetico indoor – 32S/22Q/16D  | John Millman 7–5, 6–1                                    | Jordan Thompson                       | Blake Ellis Tim Pütz               | Hubert Hurkacz Gō Soeda Tobias Kamke Kaichi Uchida                 |
| 19 febbraio | All Japan Indoor Tennis Championships Kyoto, Giappone Challenger 80 – $50.000+H Sintetico indoor – 32S/22Q/16D  | Luke Saville Jordan Thompson 6–3, 5–7, [10–6]            | Gō Soeda Yasutaka Uchiyama            | Blake Ellis Tim Pütz               | Hubert Hurkacz Gō Soeda Tobias Kamke Kaichi Uchida                 |
| 19 febbraio | Morelos Open Cuernavaca, Messico Challenger 80 – $50.000+H Cemento – 48S/4Q/16D                                 | Dennis Novikov 6–4, 6–3                                  | Cristian Garín                        | Thanasi Kokkinakis Peđa Krstin     | Andrej Martin Dmitrij Popko Alexander Sarkissian Kevin King        |
| 19 febbraio | Morelos Open Cuernavaca, Messico Challenger 80 – $50.000+H Cemento – 48S/4Q/16D                                 | Roberto Maytín Fernando Romboli 7–5, 6–3                 | Evan King Nathan Pasha                | Thanasi Kokkinakis Peđa Krstin     | Andrej Martin Dmitrij Popko Alexander Sarkissian Kevin King        |
| 26 febbraio | Challenger Series - Indian Wells Indian Wells, Stati Uniti Challenger 125 – $150.000+H Cemento – 48S/4Q/16D     | Martin Kližan 6–3, 6–3                                   | Darian King                           | Taylor Fritz Vasek Pospisil        | Marius Copil Dudi Sela Christian Harrison Peter Polansky           |
| 26 febbraio | Challenger Series - Indian Wells Indian Wells, Stati Uniti Challenger 125 – $150.000+H Cemento – 48S/4Q/16D     | Austin Krajicek Jackson Withrow 6(3)–7, 6–1, [11–9]      | Evan King Nathan Pasha                | Taylor Fritz Vasek Pospisil        | Marius Copil Dudi Sela Christian Harrison Peter Polansky           |
| 26 febbraio | Keio Challenger International Tennis Tournament Yokohama, Giappone Challenger 80 – $75.000 Cemento – 48S/4Q/16D | Yasutaka Uchiyama 2–6, 6–3, 6–4                          | Tatsuma Itō                           | Jordan Thompson Cem İlkel          | Stéphane Robert Gō Soeda Tobias Kamke Hiroki Moriya                |
| 26 febbraio | Keio Challenger International Tennis Tournament Yokohama, Giappone Challenger 80 – $75.000 Cemento – 48S/4Q/16D | Tobias Kamke Tim Pütz 3–6, 7–5, [12–10]                  | Sanchai Ratiwatana Sonchat Ratiwatana | Jordan Thompson Cem İlkel          | Stéphane Robert Gō Soeda Tobias Kamke Hiroki Moriya                |
| 26 febbraio | Punta Open Punta del Este, Uruguay Challenger 80 – $50.000+H Terra rossa – 48S/4Q/16D                           | Guido Andreozzi 3–6, 6–4, 6–3                            | Simone Bolelli                        | Alessandro Giannessi Dmitrij Popko | Federico Gaio Jozef Kovalík Cristian Garín Enrique López Pérez     |
| 26 febbraio | Punta Open Punta del Este, Uruguay Challenger 80 – $50.000+H Terra rossa – 48S/4Q/16D                           | Facundo Bagnis Ariel Behar 6–2, 7–6(7)                   | Simone Bolelli Alessandro Giannessi   | Alessandro Giannessi Dmitrij Popko | Federico Gaio Jozef Kovalík Cristian Garín Enrique López Pérez     |

### Marzo
| Settimana | Torneo                                                                                                 | Campioni                                                | Finalisti                         | Semifinalisti                     | Eliminati ai quarti                                                      |
| --------- | --- | ------------------------------------------------------- | --------------------------------- | --------------------------------- | ------------------------------------------------------------------------ |
| 5 marzo   | Zhuhai Open Zhuhai, Cina Challenger 80 – $75.000 Cemento – 48S/4Q/16D                                  | Alex Bolt 5–7, 7–6(4), 6–2                              | Hubert Hurkacz                    | Jason Jung Oscar Otte             | Mats Moraing Kwon Soon-woo Jason Kubler Malek Jaziri                     |
| 5 marzo   | Zhuhai Open Zhuhai, Cina Challenger 80 – $75.000 Cemento – 48S/4Q/16D                                  | Denys Molčanov Igor Zelenay 7–5, 7–6(4)                 | Aliaksandr Bury Peng Hsien-yin    | Jason Jung Oscar Otte             | Mats Moraing Kwon Soon-woo Jason Kubler Malek Jaziri                     |
| 5 marzo   | Santiago Challenger Santiago del Cile, Cile Challenger 80 – $50.000+H Terra rossa – 48S/4Q/16D         | Marco Cecchinato 1–6, 6–1, 6–1                          | Carlos Gómez-Herrera              | Jozef Kovalík Tommy Robredo       | Thomaz Bellucci Rogério Dutra da Silva Gian Marco Moroni Guido Andreozzi |
| 5 marzo   | Santiago Challenger Santiago del Cile, Cile Challenger 80 – $50.000+H Terra rossa – 48S/4Q/16D         | Romain Arneodo Jonathan Eysseric 7–6(4), 1–6, [12–10]   | Guido Andreozzi Guillermo Durán   | Jozef Kovalík Tommy Robredo       | Thomaz Bellucci Rogério Dutra da Silva Gian Marco Moroni Guido Andreozzi |
| 12 marzo  | Irving Tennis Classic Irving, Stati Uniti Challenger 125 – $150.000+H Cemento – 32S/32Q/16D            | Mikhail Kukushkin 6–2, 3–6, 6–1                         | Matteo Berrettini                 | Márton Fucsovics Steve Johnson    | Mirza Bašić Petros Chrysochos Alex de Minaur Bjorn Fratangelo            |
| 12 marzo  | Irving Tennis Classic Irving, Stati Uniti Challenger 125 – $150.000+H Cemento – 32S/32Q/16D            | Philipp Petzschner Alexander Peya 6–2, 6–4              | Radu Albot Matthew Ebden          | Márton Fucsovics Steve Johnson    | Mirza Bašić Petros Chrysochos Alex de Minaur Bjorn Fratangelo            |
| 12 marzo  | Pingshan Open Shenzhen, Cina Challenger 90 – $75.000+H Cemento – 48S/4Q/16D                            | Il'ja Ivaška 6–4, 6–2                                   | Zhang Ze                          | Hubert Hurkacz Tatsuma Itō        | Malek Jaziri Viktor Galović Jürgen Zopp Salvatore Caruso                 |
| 12 marzo  | Pingshan Open Shenzhen, Cina Challenger 90 – $75.000+H Cemento – 48S/4Q/16D                            | Hsieh Cheng-peng Rameez Junaid 7–6(3), 6–3              | Denys Molčanov Igor Zelenay       | Hubert Hurkacz Tatsuma Itō        | Malek Jaziri Viktor Galović Jürgen Zopp Salvatore Caruso                 |
| 12 marzo  | Challenger de Drummondville Drummondville, Canada Challenger 80 – $75.000 Cemento indoor – 48S/4Q/16D  | Denis Kudla 6–0, 7–5                                    | Benjamin Bonzi                    | Vasek Pospisil Brayden Schnur     | Evan King JC Aragone Frank Dancevic Jared Hiltzik                        |
| 12 marzo  | Challenger de Drummondville Drummondville, Canada Challenger 80 – $75.000 Cemento indoor – 48S/4Q/16D  | Joris De Loore Frederik Nielsen 6–4, 6–3                | Luis David Martínez Filip Peliwo  | Vasek Pospisil Brayden Schnur     | Evan King JC Aragone Frank Dancevic Jared Hiltzik                        |
| 19 marzo  | Play In Challenger Lille Lilla, Francia Challenger 80 – €43.000+H Cemento indoor – 48S/4Q/16D          | Grégoire Barrère 6–1, 6–4                               | Tobias Kamke                      | Yannick Maden Maxime Janvier      | Guillermo Olaso David Guez Antoine Hoang Hugo Grenier                    |
| 19 marzo  | Play In Challenger Lille Lilla, Francia Challenger 80 – €43.000+H Cemento indoor – 48S/4Q/16D          | Hugo Nys Tim Pütz 7–6(3), 1–6, [10–7]                   | Jeevan Nedunchezhiyan Purav Raja  | Yannick Maden Maxime Janvier      | Guillermo Olaso David Guez Antoine Hoang Hugo Grenier                    |
| 19 marzo  | Qujing International Challenger Qujing, China Challenger 80 – $75.000 Cemento – 32S/32Q/16D            | Malek Jaziri 7–6(5), 6–1                                | Blaž Rola                         | Jason Kubler Alex Bolt            | Andrea Pellegrino Lorenzo Sonego Il'ja Ivaška Hubert Hurkacz             |
| 19 marzo  | Qujing International Challenger Qujing, China Challenger 80 – $75.000 Cemento – 32S/32Q/16D            | Aljaksandr Bury Peng Hsien-yin 6(3)–7, 6–4, [12–10]     | Wu Di Zhang Ze                    | Jason Kubler Alex Bolt            | Andrea Pellegrino Lorenzo Sonego Il'ja Ivaška Hubert Hurkacz             |
| 26 marzo  | Open Guadeloupe Le Gosier, Guadalupa Challenger 100 – €85.000+H Cemento – 32S/15Q/16D                  | Dušan Lajović 6–4, 6–0                                  | Denis Kudla                       | Cristian Garín Ruben Bemelmans    | John-Patrick Smith Bradley Klahn Calvin Hemery Filip Peliwo              |
| 26 marzo  | Open Guadeloupe Le Gosier, Guadalupa Challenger 100 – €85.000+H Cemento – 32S/15Q/16D                  | Neal Skupski John-Patrick Smith 7–6(3), 6–4             | Ruben Bemelmans Jonathan Eysseric | Cristian Garín Ruben Bemelmans    | John-Patrick Smith Bradley Klahn Calvin Hemery Filip Peliwo              |
| 26 marzo  | Andalucía Challenger Marbella, Spagna Challenger 80 – €43.000+H Terra rossa – 48S/4Q/16D               | Stefano Travaglia 6–3, 6–3                              | Guido Andreozzi                   | Martin Kližan Marco Cecchinato    | Kimmer Coppejans Marco Trungelliti Ramkumar Ramanathan Simone Bolelli    |
| 26 marzo  | Andalucía Challenger Marbella, Spagna Challenger 80 – €43.000+H Terra rossa – 48S/4Q/16D               | Guido Andreozzi Ariel Behar 6–3, 6–4                    | Martin Kližan Jozef Kovalík       | Martin Kližan Marco Cecchinato    | Kimmer Coppejans Marco Trungelliti Ramkumar Ramanathan Simone Bolelli    |
| 26 marzo  | San Luis Potosí Challenger San Luis Potosí, Messico Challenger 80 – $50.000+H Terra rossa – 48S/4Q/16D | Marcelo Arévalo 6–3, 6(3)–7, 6–4                        | Roberto Cid Subervi               | Pedro Sakamoto Daniel Elahi Galán | José Hernández-Fernández Jay Clarke Gonzalo Escobar Jan Choinski         |
| 26 marzo  | San Luis Potosí Challenger San Luis Potosí, Messico Challenger 80 – $50.000+H Terra rossa – 48S/4Q/16D | Marcelo Arévalo Miguel Ángel Reyes Varela 6–1, 6–4      | Jay Clarke Kevin Krawietz         | Pedro Sakamoto Daniel Elahi Galán | José Hernández-Fernández Jay Clarke Gonzalo Escobar Jan Choinski         |
| 26 marzo  | Saint-Brieuc Challenger Saint-Brieuc, Francia Challenger 80 – €43.000+H Cemento indoor – 32S/23Q/16D   | Ričardas Berankis 6–2, 5–7, 6–4                         | Constant Lestienne                | Marcos Baghdatis Jürgen Zopp      | Matthias Bachinger Tobias Kamke Zdeněk Kolář Dennis Novak                |
| 26 marzo  | Saint-Brieuc Challenger Saint-Brieuc, Francia Challenger 80 – €43.000+H Cemento indoor – 32S/23Q/16D   | Sander Arends Tristan-Samuel Weissborn 4–6, 6–1, [10–7] | Luke Bambridge Joe Salisbury      | Marcos Baghdatis Jürgen Zopp      | Matthias Bachinger Tobias Kamke Zdeněk Kolář Dennis Novak                |

### Aprile
| Settimana | Torneo | Campioni                                               | Finalisti                                 | Semifinalisti                            | Eliminati ai quarti                                                            |
| --------- | --- | ------------------------------------------------------ | ----------------------------------------- | ---------------------------------------- | ------------------------------------------------------------------------------ |
| 2 aprile  | JC Ferrero Challenger Open Alicante, Spagna Challenger 80 – €43.000+H Terra rossa – 48S/4Q/16D                         | Pablo Andújar 7–6(5), 6–1                              | Alex de Minaur                            | Roberto Carballés Baena Marco Cecchinato | Mario Vilella Martínez Marcel Granollers Guido Andreozzi Gian Marco Moroni     |
| 2 aprile  | JC Ferrero Challenger Open Alicante, Spagna Challenger 80 – €43.000+H Terra rossa – 48S/4Q/16D                         | Wesley Koolhof Artem Sitak 6–3, 6–2                    | Guido Andreozzi Ariel Behar               | Roberto Carballés Baena Marco Cecchinato | Mario Vilella Martínez Marcel Granollers Guido Andreozzi Gian Marco Moroni     |
| 2 aprile  | Panama Challenger Panama, Panama Challenger 80 – $50.000+H Terra rossa – 32S/32Q/16D                                   | Carlos Berlocq 6–2, 6–0                                | Blaž Rola                                 | Juan Ignacio Londero Andrea Collarini    | Jan Choinski José Hernández-Fernández Yannick Hanfmann Cristian Rodríguez      |
| 2 aprile  | Panama Challenger Panama, Panama Challenger 80 – $50.000+H Terra rossa – 32S/32Q/16D                                   | Yannick Hanfmann Kevin Krawietz 7–6(4), 6–4            | Nathan Pasha Roberto Quiroz               | Juan Ignacio Londero Andrea Collarini    | Jan Choinski José Hernández-Fernández Yannick Hanfmann Cristian Rodríguez      |
| 9 aprile  | Santaizi ATP Challenger Taipei, Taiwan Challenger 125 – $150.000+H Sintetico indoor – 48S/4Q/16D                       | Yuki Bhambri 6–3, 6–4                                  | Ramkumar Ramanathan                       | Tatsuma Itō Gō Soeda                     | Jason Jung Lo Chien-hsun Dudi Sela Evgenij Donskoj                             |
| 9 aprile  | Santaizi ATP Challenger Taipei, Taiwan Challenger 125 – $150.000+H Sintetico indoor – 48S/4Q/16D                       | Matthew Ebden Andrew Whittington 6–4, 5–7, [10–6]      | Prajnesh Gunneswaran Saketh Myneni        | Tatsuma Itō Gō Soeda                     | Jason Jung Lo Chien-hsun Dudi Sela Evgenij Donskoj                             |
| 9 aprile  | CDMX Open Città del Messico, Messico Challenger 100 – $100.000+H Terra rossa – 32S/32Q/16D                             | Juan Ignacio Londero 6–1, 6–3                          | Roberto Quiroz                            | Facundo Argüello Daniel Elahi Galán      | Andrea Basso Jan Choinski Adrián Menéndez Maceiras José Hernández-Fernández    |
| 9 aprile  | CDMX Open Città del Messico, Messico Challenger 100 – $100.000+H Terra rossa – 32S/32Q/16D                             | Yannick Hanfmann Kevin Krawietz 6–2, 7–6(3)            | Luke Bambridge Jonny O'Mara               | Facundo Argüello Daniel Elahi Galán      | Andrea Basso Jan Choinski Adrián Menéndez Maceiras José Hernández-Fernández    |
| 9 aprile  | Open Città della Disfida Barletta, Italia Challenger 80 – €43.000+H Terra rossa – 48S/4Q/16D                           | Marco Trungelliti 2–6, 7–6(4), 6–4                     | Simone Bolelli                            | Jaume Munar Gian Marco Moroni            | Matteo Donati Gonçalo Oliveira Daniel Gimeno Traver Viktor Galović             |
| 9 aprile  | Open Città della Disfida Barletta, Italia Challenger 80 – €43.000+H Terra rossa – 48S/4Q/16D                           | Denys Molčanov Igor Zelenay 6–1, 6–2                   | Ariel Behar Máximo González               | Jaume Munar Gian Marco Moroni            | Matteo Donati Gonçalo Oliveira Daniel Gimeno Traver Viktor Galović             |
| 16 aprile | Sarasota Open Sarasota, Stati Uniti Challenger 90 – $100.000 Terra battuta – 48S/4Q/16D                                | Hugo Dellien 2–6, 6–4, 6–2                             | Facundo Bagnis                            | Reilly Opelka Juan Ignacio Londero       | Guilherme Clezar Jay Clarke Stefan Kozlov Henri Laaksonen                      |
| 16 aprile | Sarasota Open Sarasota, Stati Uniti Challenger 90 – $100.000 Terra battuta – 48S/4Q/16D                                | Evan King Hunter Reese 6–1, 6–2                        | Christian Harrison Peter Polansky         | Reilly Opelka Juan Ignacio Londero       | Guilherme Clezar Jay Clarke Stefan Kozlov Henri Laaksonen                      |
| 16 aprile | Jalisco Open Guadalajara, Messico Challenger 80 – $50.000+H Cemento – 32S/32Q/16D                                      | Marcelo Arévalo 6–4, 5–7, 7–6(4)                       | Christopher Eubanks                       | Peđa Krstin Brayden Schnur               | Danilo Petrović Darian King John-Patrick Smith Mats Moraing                    |
| 16 aprile | Jalisco Open Guadalajara, Messico Challenger 80 – $50.000+H Cemento – 32S/32Q/16D                                      | Marcelo Arévalo Miguel Ángel Reyes Varela 7–6(3) , 7–5 | Brydan Klein Ruan Roelofse                | Peđa Krstin Brayden Schnur               | Danilo Petrović Darian King John-Patrick Smith Mats Moraing                    |
| 16 aprile | ATP Challenger China International Nanchang Nanchang, Cina Challenger 80 – $50.000+H Terra battuta indoor – 48S/4Q/16D | Quentin Halys 6–3, 6–2                                 | Calvin Hemery                             | Oleksandr Nedovjesov Jordan Thompson     | Evgenij Donskoj Ramkumar Ramanathan Prajnesh Gunneswaran Roberto Ortega Olmedo |
| 16 aprile | ATP Challenger China International Nanchang Nanchang, Cina Challenger 80 – $50.000+H Terra battuta indoor – 48S/4Q/16D | Gong Maoxin Zhang Ze 3–6, 7–6(7), [10–7]               | Ruben Gonzales Christopher Rungkat        | Oleksandr Nedovjesov Jordan Thompson     | Evgenij Donskoj Ramkumar Ramanathan Prajnesh Gunneswaran Roberto Ortega Olmedo |
| 16 aprile | Tunis Open Tunisi, Tunisia Challenger 90 – $75.000+H Terra battuta – 48S/4Q/16D                                        | Guido Andreozzi 6–2, 3–0 rit.                          | Daniel Gimeno Traver                      | Thomas Fabbiano João Domingues           | Corentin Moutet Lukáš Rosol Pedro Sousa Nikoloz Basilašvili                    |
| 16 aprile | Tunis Open Tunisi, Tunisia Challenger 90 – $75.000+H Terra battuta – 48S/4Q/16D                                        | Denys Molčanov Igor Zelenay 7–6(4), 6–2                | Jonathan Eysseric Joe Salisbury           | Thomas Fabbiano João Domingues           | Corentin Moutet Lukáš Rosol Pedro Sousa Nikoloz Basilašvili                    |
| 23 april  | Kunming Open Anning, Cina Challenger 125 – $150.000+H Terra battuta – 48S/4Q/16D                                       | Prajnesh Gunneswaran 5–7, 6–3, 6–1                     | Mohamed Safwat                            | Kamil Majchrzak Jordan Thompson          | Lloyd Harris Kwon Soon-woo Sasikumar Mukund Bai Yan                            |
| 23 april  | Kunming Open Anning, Cina Challenger 125 – $150.000+H Terra battuta – 48S/4Q/16D                                       | Aljaksandr Bury Lloyd Harris 6–3, 6–4                  | Gong Maoxin Zhang Ze                      | Kamil Majchrzak Jordan Thompson          | Lloyd Harris Kwon Soon-woo Sasikumar Mukund Bai Yan                            |
| 23 april  | Torneo Internacional Challenger León Leon, Messico Challenger 90 – $75.000+H Cemento – 32S/32Q/16D                     | Christopher Eubanks 6–4, 3–6, 7–6(4)                   | John-Patrick Smith                        | Alejandro González Roberto Quiroz        | Filip Peliwo Ante Pavić Roberto Cid Subervi Alexander Sarkissian               |
| 23 april  | Torneo Internacional Challenger León Leon, Messico Challenger 90 – $75.000+H Cemento – 32S/32Q/16D                     | Gonzalo Escobar Manuel Sánchez 6–4, 6–4                | Bradley Mousley John-Patrick Smith        | Alejandro González Roberto Quiroz        | Filip Peliwo Ante Pavić Roberto Cid Subervi Alexander Sarkissian               |
| 23 april  | Tallahassee Tennis Challenger Tallahassee, Stati Uniti Challenger 80 – $75.000 Terra verde – 48S/4Q/16D                | Noah Rubin 6–2, 3–6, 6–4                               | Marc Polmans                              | Hugo Dellien Max Purcell                 | Cristian Garín Thomaz Bellucci Michael Mmoh Juan Ignacio Londero               |
| 23 april  | Tallahassee Tennis Challenger Tallahassee, Stati Uniti Challenger 80 – $75.000 Terra verde – 48S/4Q/16D                | Robert Galloway Denis Kudla 6–3, 6–1                   | Enrique López Pérez Jeevan Nedunchezhiyan | Hugo Dellien Max Purcell                 | Cristian Garín Thomaz Bellucci Michael Mmoh Juan Ignacio Londero               |
| 23 april  | Internazionali di Tennis d'Abruzzo Francavilla al Mare, Italia Challenger 80 – €43.000+H Terra rossa – 48S/4Q/16D      | Gianluigi Quinzi 6–4, 6–1                              | Casper Ruud                               | Tallon Griekspoor Antoine Hoang          | Kimmer Coppejans Andrea Pellegrino Matteo Donati Filippo Baldi                 |
| 23 april  | Internazionali di Tennis d'Abruzzo Francavilla al Mare, Italia Challenger 80 – €43.000+H Terra rossa – 48S/4Q/16D      | Julian Ocleppo Andrea Vavassori 7–6(5), 7–6(3)         | Ariel Behar Máximo González               | Tallon Griekspoor Antoine Hoang          | Kimmer Coppejans Andrea Pellegrino Matteo Donati Filippo Baldi                 |
| 30 aprile | Seoul Open Challenger Seul, Sud Corea Challenger 100 – $100.000+H Cemento – 48S/4Q/16D                                 | Mackenzie McDonald 1–6, 6–4, 6–1                       | Jordan Thompson                           | Jason Kubler Tatsuma Itō                 | Kwon Soon-woo Yang Tsung-hua Lloyd Harris Wu Di                                |
| 30 aprile | Seoul Open Challenger Seul, Sud Corea Challenger 100 – $100.000+H Cemento – 48S/4Q/16D                                 | Toshihide Matsui Frederik Nielsen 6–4, 7–6(3)          | Chen Ti Yi Chu-huan                       | Jason Kubler Tatsuma Itō                 | Kwon Soon-woo Yang Tsung-hua Lloyd Harris Wu Di                                |
| 30 aprile | Glasgow Trophy Glasgow, Regno Unito Challenger 90 – €85.000 Cemento indoor – 48S/4Q/16D                                | Lukáš Lacko 4–6, 7–6(3), 6–4                           | Luca Vanni                                | David Guez Matteo Viola                  | Guillermo Olaso Daniel Brands Harri Heliövaara Roberto Ortega Olmedo           |
| 30 aprile | Glasgow Trophy Glasgow, Regno Unito Challenger 90 – €85.000 Cemento indoor – 48S/4Q/16D                                | Gerard Granollers Guillermo Olaso 6–1, 7–5             | Scott Clayton Jonny O'Mara                | David Guez Matteo Viola                  | Guillermo Olaso Daniel Brands Harri Heliövaara Roberto Ortega Olmedo           |
| 30 aprile | Ostrava Open Challenger Ostrava, Repubblica Ceca Challenger 90 – €64.000+H Terra rossa – 48S/4Q/16D                    | Arthur De Greef 4–6, 6–4, 6–2                          | Nino Serdarušić                           | Grégoire Barrère Matteo Donati           | Tomislav Brkić Gianluigi Quinzi Andrea Collarini Zdeněk Kolář                  |
| 30 aprile | Ostrava Open Challenger Ostrava, Repubblica Ceca Challenger 90 – €64.000+H Terra rossa – 48S/4Q/16D                    | Attila Balázs Gonçalo Oliveira 6–0, 7–5                | Lukáš Rosol Serhij Stachovs'kyj           | Grégoire Barrère Matteo Donati           | Tomislav Brkić Gianluigi Quinzi Andrea Collarini Zdeněk Kolář                  |
| 30 aprile | Puerto Vallarta Open Puerto Vallarta, Messico Challenger 90 – $75.000+H Cemento – 48S/4Q/16D                           | Adrián Menéndez Maceiras 1–6, 7–5, 6–3                 | Danilo Petrović                           | Kevin King Carlos Gómez-Herrera          | Roberto Cid Subervi Roberto Quiroz Ante Pavić Santiago Giraldo                 |
| 30 aprile | Puerto Vallarta Open Puerto Vallarta, Messico Challenger 90 – $75.000+H Cemento – 48S/4Q/16D                           | Ante Pavić Danilo Petrović 6(2)–7, 6–4, [10–5]         | Benjamin Lock Fernando Romboli            | Kevin King Carlos Gómez-Herrera          | Roberto Cid Subervi Roberto Quiroz Ante Pavić Santiago Giraldo                 |
| 30 aprile | Savannah Challenger Savannah, Stati Uniti Challenger 80 – $75.000 Terra verde – 48S/4Q/16D                             | Hugo Dellien 6–1, 1–6, 6–4                             | Christian Harrison                        | Michael Mmoh Reilly Opelka               | Max Purcell Guilherme Clezar Martín Cuevas Thomaz Bellucci                     |
| 30 aprile | Savannah Challenger Savannah, Stati Uniti Challenger 80 – $75.000 Terra verde – 48S/4Q/16D                             | Luke Bambridge Akira Santillan 6–2, 6–2                | Enrique López Pérez Jeevan Nedunchezhiyan | Michael Mmoh Reilly Opelka               | Max Purcell Guilherme Clezar Martín Cuevas Thomaz Bellucci                     |

### Maggio
| Settimana | Torneo | Campioni                                                   | Finalisti                             | Semifinalisti                        | Eliminati ai quarti                                                                      |
| --------- | --- | ---------------------------------------------------------- | ------------------------------------- | ------------------------------------ | ---------------------------------------------------------------------------------------- |
| 7 maggio  | Open du Pays d'Aix Aix-en-Provence, Francia Challenger 125 – €127.000+H Terra rossa – 48S/4Q/16D                   | John Millman 6–1, 6–2                                      | Bernard Tomic                         | Guido Andreozzi Elias Ymer           | Oscar Otte Thiago Monteiro Nino Serdarušić Gianluca Mager                                |
| 7 maggio  | Open du Pays d'Aix Aix-en-Provence, Francia Challenger 125 – €127.000+H Terra rossa – 48S/4Q/16D                   | Philipp Petzschner Tim Pütz 6(3)–7, 6–2, [10–8]            | Guido Andreozzi Kenny de Schepper     | Guido Andreozzi Elias Ymer           | Oscar Otte Thiago Monteiro Nino Serdarušić Gianluca Mager                                |
| 7 maggio  | Garden Open Roma, Italy, Challenger 90 – €64.000+H Terra rossa – 48S/4Q/16D                                        | Adam Pavlásek 7–6(1), 6(9)–7, 6–4                          | Laslo Đere                            | Gianluigi Quinzi Kevin Krawietz      | Rogério Dutra Silva Patricio Heras Václav Šafránek Simone Bolelli                        |
| 7 maggio  | Garden Open Roma, Italy, Challenger 90 – €64.000+H Terra rossa – 48S/4Q/16D                                        | Kevin Krawietz Andreas Mies 6–3, 2–6, [10–4]               | Sander Gillé Joran Vliegen            | Gianluigi Quinzi Kevin Krawietz      | Rogério Dutra Silva Patricio Heras Václav Šafránek Simone Bolelli                        |
| 7 maggio  | Karshi Challenger Karshi, Uzbekistan Challenger 90 – $75.000+H Cemento – 32S/32Q/16D                               | Jahor Herasimaŭ 7–6(3), 2–0 rit.                           | Sergey Betov                          | Carlos Boluda-Purkiss Cem İlkel      | Khumoyun Sultanov Uladzimir Ihnacik Lloyd Harris Sasikumar Mukund                        |
| 7 maggio  | Karshi Challenger Karshi, Uzbekistan Challenger 90 – $75.000+H Cemento – 32S/32Q/16D                               | Timur Khabibulin Vladyslav Manafov 6–2, 6–1                | Sanjar Fayziev Jurabek Karimov        | Carlos Boluda-Purkiss Cem İlkel      | Khumoyun Sultanov Uladzimir Ihnacik Lloyd Harris Sasikumar Mukund                        |
| 7 maggio  | Braga Open Braga, Portogallo Challenger 80 – €43.000+H Terra rossa – 48S/4Q/16D                                    | Pedro Sousa 6–0, 3–6, 6–3                                  | Casper Ruud                           | Gastão Elias Alex de Minaur          | Sergio Gcontinua...utiérrez Ferrol João Domingues Yannick Hanfmann Félix Auger-Aliassime |
| 7 maggio  | Braga Open Braga, Portogallo Challenger 80 – €43.000+H Terra rossa – 48S/4Q/16D                                    | Sander Arends Adil Shamasdin 6–2, 6–1                      | Ariel Behar Miguel Ángel Reyes Varela | Gastão Elias Alex de Minaur          | Sergio Gcontinua...utiérrez Ferrol João Domingues Yannick Hanfmann Félix Auger-Aliassime |
| 7 maggio  | Gimcheon Open Gimcheon, Corea del Sud Challenger 80 – $50.000+H Cemento – 32S/32Q/16D                              | Yoshihito Nishioka 6–4, 7–5                                | Vasek Pospisil                        | Max Purcell Kwon Soon-woo            | Gō Soeda Makoto Ochi Mackenzie McDonald Renta Tokuda                                     |
| 7 maggio  | Gimcheon Open Gimcheon, Corea del Sud Challenger 80 – $50.000+H Cemento – 32S/32Q/16D                              | Ruan Roelofse John-Patrick Smith 6–2, 6–3                  | Sanchai Ratiwatana Sonchat Ratiwatana | Max Purcell Kwon Soon-woo            | Gō Soeda Makoto Ochi Mackenzie McDonald Renta Tokuda                                     |
| 14 maggio | Busan Open Challenger Tennis Busan, Corea del Sud Challenger 125 – $150.000+H Cemento – 48S/4Q/16D                 | Matthew Ebden 7–6(4), 6–1                                  | Vasek Pospisil                        | Filip Peliwo Yosuke Watanuki         | Jason Jung Mackenzie McDonald Marcos Giron Zhang Ze                                      |
| 14 maggio | Busan Open Challenger Tennis Busan, Corea del Sud Challenger 125 – $150.000+H Cemento – 48S/4Q/16D                 | Hsieh Cheng-peng Christopher Rungkat 6–4, 6–3              | Ruan Roelofse John-Patrick Smith      | Filip Peliwo Yosuke Watanuki         | Jason Jung Mackenzie McDonald Marcos Giron Zhang Ze                                      |
| 14 maggio | Tournoi International de Tennis de Bordeaux Bordeaux, Francia Challenger 110 – €106.000+H Terra rossa – 48S/4Q/16D | Reilly Opelka 6(5)–7, 6–4, 7–5                             | Grégoire Barrère                      | Guido Andreozzi Ernests Gulbis       | Bradley Klahn Elliot Benchetrit Daniel Gimeno Traver Stefan Kozlov                       |
| 14 maggio | Tournoi International de Tennis de Bordeaux Bordeaux, Francia Challenger 110 – €106.000+H Terra rossa – 48S/4Q/16D | Bradley Klahn Peter Polansky 6–3, 3–6, [10–7]              | Guillermo Durán Máximo González       | Guido Andreozzi Ernests Gulbis       | Bradley Klahn Elliot Benchetrit Daniel Gimeno Traver Stefan Kozlov                       |
| 14 maggio | Heilbronner Neckarcup Heilbronn, Germania Challenger 90 – €64.000+H Terra rossa – 48S/4Q/16D                       | Rudolf Molleker 4–6, 6–4, 7–5                              | Jiří Veselý                           | Juan Ignacio Londero Kamil Majchrzak | Oscar Otte Aleksej Vatutin Dustin Brown Henri Laaksonen                                  |
| 14 maggio | Heilbronner Neckarcup Heilbronn, Germania Challenger 90 – €64.000+H Terra rossa – 48S/4Q/16D                       | Rameez Junaid David Pel 6–2, 2–6, [10–7]                   | Kevin Krawietz Andreas Mies           | Juan Ignacio Londero Kamil Majchrzak | Oscar Otte Aleksej Vatutin Dustin Brown Henri Laaksonen                                  |
| 14 maggio | Samarkand Challenger Samarcanda, Uzbekistan Challenger 90 – $75.000+H Terra rossa – 32S/32Q/16D                    | Luca Vanni 6–4, 6–4                                        | Mario Vilella Martínez                | Uladzimir Ihnacik Nikola Milojević   | Yang Tsung-hua Lloyd Harris Miljan Zekić Attila Balázs                                   |
| 14 maggio | Samarkand Challenger Samarcanda, Uzbekistan Challenger 90 – $75.000+H Terra rossa – 32S/32Q/16D                    | Sriram Balaji Vishnu Vardhan Walkover                      | Mikhail Elgin Denis Istomin           | Uladzimir Ihnacik Nikola Milojević   | Yang Tsung-hua Lloyd Harris Miljan Zekić Attila Balázs                                   |
| 14 maggio | Lisboa Belém Open Lisbona, Portogallo Challenger 80 – €43.000+H Terra rossa – 32S/32Q/16D                          | Tommy Robredo 3–6, 6–3, 6–2                                | Cristian Garín                        | Pedro Sousa Sebastian Ofner          | Taro Daniel Félix Auger-Aliassime Miomir Kecmanović Christian Harrison                   |
| 14 maggio | Lisboa Belém Open Lisbona, Portogallo Challenger 80 – €43.000+H Terra rossa – 32S/32Q/16D                          | Marcelo Arévalo Miguel Ángel Reyes Varela 6–3, 3–6, [10–1] | Tomasz Bednarek Hunter Reese          | Pedro Sousa Sebastian Ofner          | Taro Daniel Félix Auger-Aliassime Miomir Kecmanović Christian Harrison                   |
| 21 maggio | Loughborough Trophy Loughborough, Regno Unito Challenger 100 – €85.000 Cemento indoor – 32S/32Q/16D                | Hiroki Moriya 6–2, 7–5                                     | James Ward                            | Yosuke Watanuki Maximilian Neuchrist | Lucas Miedler Daniel Brands Teymuraz Gabashvili Jurij Rodionov                           |
| 21 maggio | Loughborough Trophy Loughborough, Regno Unito Challenger 100 – €85.000 Cemento indoor – 32S/32Q/16D                | Frederik Nielsen Joe Salisbury 3–6, 6–3, [10–4]            | Luke Bambridge Jonny O'Mara           | Yosuke Watanuki Maximilian Neuchrist | Lucas Miedler Daniel Brands Teymuraz Gabashvili Jurij Rodionov                           |
| 21 maggio | Venice Challenge Save Cup Mestre, Italia Challenger 80 – €43.000+H Terra rossa – 32S/32Q/16D                       | Gianluigi Quinzi 6–2, 6–2                                  | Gian Marco Moroni                     | Mitchell Krueger Danilo Petrović     | Andrea Arnaboldi Laurynas Grigelis Lorenzo Giustino Sergio Gutiérrez Ferrol              |
| 21 maggio | Venice Challenge Save Cup Mestre, Italia Challenger 80 – €43.000+H Terra rossa – 32S/32Q/16D                       | Marin Draganja Tomislav Draganja 6–4, 6(2)–7, [10–2]       | Romain Arneodo Danilo Petrović        | Mitchell Krueger Danilo Petrović     | Andrea Arnaboldi Laurynas Grigelis Lorenzo Giustino Sergio Gutiérrez Ferrol              |
| 28 maggio | Internazionali Città di Vicenza Vicenza, Italia Challenger 80 – €64.000 Terra rossa – 32S/32Q/16D                  | Hugo Dellien 6–4, 5–7, 6–4                                 | Matteo Donati                         | Gian Marco Moroni Salvatore Caruso   | Guilherme Clezar Roberto Quiroz Stefano Travaglia Miomir Kecmanović                      |
| 28 maggio | Internazionali Città di Vicenza Vicenza, Italia Challenger 80 – €64.000 Terra rossa – 32S/32Q/16D                  | Ariel Behar Enrique López Pérez 6–2, 6–4                   | Facundo Bagnis Fabrício Neis          | Gian Marco Moroni Salvatore Caruso   | Guilherme Clezar Roberto Quiroz Stefano Travaglia Miomir Kecmanović                      |

### Giugno
| Settimana | Torneo | Campioni                                                | Finalisti                             | Semifinalisti                        | Eliminati ai quarti                                                       |
| --------- | --- | ------------------------------------------------------- | ------------------------------------- | ------------------------------------ | ------------------------------------------------------------------------- |
| 4 giugno  | Czech Open Prostějov, Repubblica Ceca Challenger 125 – €127,000+H Terra rossa – 32S/32Q/16D                                       | Jaume Munar 6–1, 6–3                                    | Laslo Đere                            | Guillermo García López Gerald Melzer | Federico Gaio Guido Pella Salvatore Caruso Elias Ymer                     |
| 4 giugno  | Czech Open Prostějov, Repubblica Ceca Challenger 125 – €127,000+H Terra rossa – 32S/32Q/16D                                       | Denys Molčanov Igor Zelenay 4–6, 6–3, [10–7]            | Martín Cuevas Pablo Cuevas            | Guillermo García López Gerald Melzer | Federico Gaio Guido Pella Salvatore Caruso Elias Ymer                     |
| 4 giugno  | Surbiton Trophy Surbiton, Regno Unito Challenger 110 – €127,000 Erba – 32S/32Q/16D                                                | Jérémy Chardy 6–4, 4–6, 6–2                             | Alex de Minaur                        | Daniel Evans Matthew Ebden           | Denis Kudla Jürgen Melzer Yuki Bhambri Serhij Stachovs'kyj                |
| 4 giugno  | Surbiton Trophy Surbiton, Regno Unito Challenger 110 – €127,000 Erba – 32S/32Q/16D                                                | Luke Bambridge Jonny O'Mara 7–6(11), 4–6, [10–7]        | Ken Skupski Neal Skupski              | Daniel Evans Matthew Ebden           | Denis Kudla Jürgen Melzer Yuki Bhambri Serhij Stachovs'kyj                |
| 4 giugno  | Poznań Open Poznań, Polonia Challenger 90 – €64.000+H Terra rossa – 32S/32Q/16D                                                   | Hubert Hurkacz 6–1, 6–1                                 | Taro Daniel                           | Quentin Halys Alessandro Giannessi   | Facundo Bagnis Andrea Arnaboldi Attila Balázs Aleksej Vatutin             |
| 4 giugno  | Poznań Open Poznań, Polonia Challenger 90 – €64.000+H Terra rossa – 32S/32Q/16D                                                   | Mateusz Kowalczyk Szymon Walków 7–5, 6(8)–7, [10–8]     | Attila Balázs Andrea Vavassori        | Quentin Halys Alessandro Giannessi   | Facundo Bagnis Andrea Arnaboldi Attila Balázs Aleksej Vatutin             |
| 4 giugno  | Shymkent Challenger Shymkent, Kazakistan Challenger 80 – $50.000+H Terra rossa – 32S/32Q/16D                                      | Yannick Hanfmann 7–6(3), 4–6, 6–2                       | Roberto Cid Subervi                   | Lorenzo Giustino Hugo Dellien        | Jurij Rodionov Kevin Krawietz Sebastian Ofner Oleksandr Nedovjesov        |
| 4 giugno  | Shymkent Challenger Shymkent, Kazakistan Challenger 80 – $50.000+H Terra rossa – 32S/32Q/16D                                      | Lorenzo Giustino Gonçalo Oliveira 6–2, 7–6(4)           | Lucas Miedler Sebastian Ofner         | Lorenzo Giustino Hugo Dellien        | Jurij Rodionov Kevin Krawietz Sebastian Ofner Oleksandr Nedovjesov        |
| 11 giugno | Nottingham Open Nottingham, Regno Unito Challenger 125 – €127.000+H Erba – 32S/32Q/16D                                            | Alex de Minaur 7–6(4), 7–5                              | Daniel Evans                          | Marcel Granollers Il'ja Ivaška       | Brayden Schnur Ramkumar Ramanathan James Ward Peter Polansky              |
| 11 giugno | Nottingham Open Nottingham, Regno Unito Challenger 125 – €127.000+H Erba – 32S/32Q/16D                                            | Frederik Nielsen Joe Salisbury 7–6(5), 6–1              | Austin Krajicek Jeevan Nedunchezhiyan | Marcel Granollers Il'ja Ivaška       | Brayden Schnur Ramkumar Ramanathan James Ward Peter Polansky              |
| 11 giugno | Città di Caltanissetta Caltanissetta, Italia Challenger 125 – €127.000+H Terra rossa – 32S/32Q/16D                                | Jaume Munar 6–2, 7–6(2)                                 | Matteo Donati                         | Dennis Novak Attila Balázs           | Alejandro Davidovich Fokina Jiří Veselý Alessandro Giannessi Pablo Cuevas |
| 11 giugno | Città di Caltanissetta Caltanissetta, Italia Challenger 125 – €127.000+H Terra rossa – 32S/32Q/16D                                | Federico Gaio Andrea Pellegrino 7–6(4), 7–6(5)          | Blaž Rola Jiří Veselý                 | Dennis Novak Attila Balázs           | Alejandro Davidovich Fokina Jiří Veselý Alessandro Giannessi Pablo Cuevas |
| 11 giugno | Open de Lyon Challenger Lione, Francia Challenger 90 – €64.000+H Terra rossa – 32S/32Q/16D                                        | Félix Auger-Aliassime 6(3)–7, 7–5, 6–2                  | Johan Tatlot                          | Miomir Kecmanović Roberto Marcora    | Alexei Popyrin Alexandre Müller Adam Pavlásek Cristian Garín              |
| 11 giugno | Open de Lyon Challenger Lione, Francia Challenger 90 – €64.000+H Terra rossa – 32S/32Q/16D                                        | Elliot Benchetrit Geoffrey Blancaneaux 6–3, 4–6, [10–7] | Hsieh Cheng-peng Luca Margaroli       | Miomir Kecmanović Roberto Marcora    | Alexei Popyrin Alexandre Müller Adam Pavlásek Cristian Garín              |
| 11 giugno | Almaty Challenger Almaty, Kazakistan Challenger 80 – $50.000+H Terra rossa – 48S/4Q/16D                                           | Jurij Rodionov 7–5, 6–2                                 | Peđa Krstin                           | Enrique López Pérez Yannick Hanfmann | Roberto Cid Subervi Yang Tsung-hua Oleksandr Nedovjesov Guilherme Clezar  |
| 11 giugno | Almaty Challenger Almaty, Kazakistan Challenger 80 – $50.000+H Terra rossa – 48S/4Q/16D                                           | Kevin Krawietz Andreas Mies 6–2, 7–6(2)                 | Laurynas Grigelis Vladyslav Manafov   | Enrique López Pérez Yannick Hanfmann | Roberto Cid Subervi Yang Tsung-hua Oleksandr Nedovjesov Guilherme Clezar  |
| 18 giugno | Ilkley Trophy Ilkley, Regno Unito Challenger 110 – €127.000 Erba – 32S/32Q/16D                                                    | Serhij Stachovs'kyj 6–4, 6–4                            | Oscar Otte                            | Michael Mmoh Jason Kubler            | Jordan Thompson Thomas Fabbiano Peter Polansky Darian King                |
| 18 giugno | Ilkley Trophy Ilkley, Regno Unito Challenger 110 – €127.000 Erba – 32S/32Q/16D                                                    | Austin Krajicek Jeevan Nedunchezhiyan 6–3, 6–3          | Kevin Krawietz Andreas Mies           | Michael Mmoh Jason Kubler            | Jordan Thompson Thomas Fabbiano Peter Polansky Darian King                |
| 18 giugno | Poprad-Tatry ATP Challenger Tour Poprad, Slovacchia Challenger 90 – €64.000+H Terra rossa – 32S/32Q/16D                           | Jozef Kovalík 6–4, 6–0                                  | Arthur De Greef                       | Zdeněk Kolář Attila Balázs           | Dennis Novak Mohamed Safwat Adam Pavlásek Sergio Gutiérrez Ferrol         |
| 18 giugno | Poprad-Tatry ATP Challenger Tour Poprad, Slovacchia Challenger 90 – €64.000+H Terra rossa – 32S/32Q/16D                           | Tomislav Brkić Ante Pavić 6–3, 4–6, [16–14]             | Nikola Čačić Luca Margaroli           | Zdeněk Kolář Attila Balázs           | Dennis Novak Mohamed Safwat Adam Pavlásek Sergio Gutiérrez Ferrol         |
| 18 giugno | Fergana Challenger Fergana, Uzbekistan Challenger 90 – $75.000+H Cemento – 32S/32Q/16D                                            | Nikola Milojević 6–3, 6–4                               | Enrique López Pérez                   | Saketh Myneni Jahor Herasimaŭ        | Yosuke Watanuki Cem İlkel Aldin Šetkić Shuichi Sekiguchi                  |
| 18 giugno | Fergana Challenger Fergana, Uzbekistan Challenger 90 – $75.000+H Cemento – 32S/32Q/16D                                            | Ivan Gakhov Alexander Pavlioutchenkov 6–4, 6–4          | Saketh Myneni Vijay Sundar Prashanth  | Saketh Myneni Jahor Herasimaŭ        | Yosuke Watanuki Cem İlkel Aldin Šetkić Shuichi Sekiguchi                  |
| 18 giugno | Internationaux de Tennis de Blois Blois, Francia Challenger 80 – €43.000+H Terra rossa – 32S/32Q/16D                              | Scott Griekspoor 6–4, 6–4                               | Félix Auger-Aliassime                 | Thiemo de Bakker Stéphane Robert     | Tristan Lamasine Cristian Garín Juan Ignacio Londero Pedro Cachín         |
| 18 giugno | Internationaux de Tennis de Blois Blois, Francia Challenger 80 – €43.000+H Terra rossa – 32S/32Q/16D                              | Fabrício Neis David Vega Hernández 7–6(4), 6–1          | Hsieh Cheng-peng Rameez Junaid        | Thiemo de Bakker Stéphane Robert     | Tristan Lamasine Cristian Garín Juan Ignacio Londero Pedro Cachín         |
| 18 giugno | Internazionali di Tennis Città dell'Aquila L'Aquila, Italia Challenger 80 – €43.000+H Terra rossa – 48S/4Q/16D Singolare – Doppio | Facundo Bagnis 2–6, 6–3, 6–4                            | Paolo Lorenzi                         | Guilherme Clezar Thiago Monteiro     | Daniel Elahi Galfixán Gianluigi Quinzi Gian Marco Moroni Filippo Baldi    |
| 18 giugno | Internazionali di Tennis Città dell'Aquila L'Aquila, Italia Challenger 80 – €43.000+H Terra rossa – 48S/4Q/16D Singolare – Doppio | Filippo Baldi Andrea Pellegrino 4–6, 6–3, [10–5]        | Pedro Martínez Mark Vervoort          | Guilherme Clezar Thiago Monteiro     | Daniel Elahi Galfixán Gianluigi Quinzi Gian Marco Moroni Filippo Baldi    |
| 25 giugno | Aspria Tennis Cup Milano, Italia Challenger 80 – €43.000+H Terra rossa – 32S/32Q/16D                                              | Laslo Đere 6–2, 6–1                                     | Gianluca Mager                        | Thiemo de Bakker Peđa Krstin         | João Domingues Andrea Arnaboldi Rogério Dutra Silva Pedro Sousa           |
| 25 giugno | Aspria Tennis Cup Milano, Italia Challenger 80 – €43.000+H Terra rossa – 32S/32Q/16D                                              | Julian Ocleppo Andrea Vavassori 4–6, 6–1, [11–9]        | Gonzalo Escobar Fernando Romboli      | Thiemo de Bakker Peđa Krstin         | João Domingues Andrea Arnaboldi Rogério Dutra Silva Pedro Sousa           |

### Luglio
| Settimana | Torneo | Campioni                                                  | Finalisti                             | Semifinalisti                       | Eliminati ai quarti                                                                 |
| --------- | --- | --------------------------------------------------------- | ------------------------------------- | ----------------------------------- | ----------------------------------------------------------------------------------- |
| 2 luglio  | Marburg Open Marburgo, Germania Challenger 80 – €43.000+H Terra rossa – 32S/32Q/16D                           | Juan Ignacio Londero 3–6, 7–5, 6–4                        | Hugo Dellien                          | Félix Auger-Aliassime Julian Lenz   | Carlos Berlocq Oscar Otte Andrej Martin Elliot Benchetrit                           |
| 2 luglio  | Marburg Open Marburgo, Germania Challenger 80 – €43.000+H Terra rossa – 32S/32Q/16D                           | Fabrício Neis David Vega Hernández 4–6, 6–4, [10–8]       | Henri Laaksonen Luca Margaroli        | Félix Auger-Aliassime Julian Lenz   | Carlos Berlocq Oscar Otte Andrej Martin Elliot Benchetrit                           |
| 2 luglio  | Guzzini Challenger Recanati, Italia Challenger 80 – €43.000+H Cemento – 32S/32Q/16D                           | Daniel Brands 7–5, 6–3                                    | Adrián Menéndez Maceiras              | Roberto Quiroz Viktor Galović       | Salvatore Caruso Hiroki Moriya Lorenzo Giustino Il'ja Ivaška                        |
| 2 luglio  | Guzzini Challenger Recanati, Italia Challenger 80 – €43.000+H Cemento – 32S/32Q/16D                           | Gong Maoxin Zhang Ze 2–6, 7–6(5), [10–8]                  | Gonzalo Escobar Fernando Romboli      | Roberto Quiroz Viktor Galović       | Salvatore Caruso Hiroki Moriya Lorenzo Giustino Il'ja Ivaška                        |
| 9 luglio  | Braunschweig Open Braunschweig, Germania Challenger 125 – €127.000+H Terra rossa – 32S/32Q/16D                | Yannick Hanfmann 6–2, 3–6, 6–3                            | Jozef Kovalík                         | Arthur De Greef Andrea Arnaboldi    | Pablo Cuevas Hugo Dellien Mats Moraing Roberto Carballés Baena                      |
| 9 luglio  | Braunschweig Open Braunschweig, Germania Challenger 125 – €127.000+H Terra rossa – 32S/32Q/16D                | Santiago González Wesley Koolhof 6–3, 6–3                 | Sriram Balaji Vishnu Vardhan          | Arthur De Greef Andrea Arnaboldi    | Pablo Cuevas Hugo Dellien Mats Moraing Roberto Carballés Baena                      |
| 9 luglio  | Winnetka USTA Pro Tennis Championship Winnetka, Stati Uniti Challenger 80 – $75.000 Cemento – 32S/32Q/16D     | Evgenij Karlovskij 6–3, 6–2                               | Jason Jung                            | Dayne Kelly Collin Altamirano       | Tommy Paul Tom Jomby Mohamed Safwat Mitchell Krueger                                |
| 9 luglio  | Winnetka USTA Pro Tennis Championship Winnetka, Stati Uniti Challenger 80 – $75.000 Cemento – 32S/32Q/16D     | Austin Krajicek Jeevan Nedunchezhiyan 6(4)–7, 6–4, [10–5] | Roberto Maytín Christopher Rungkat    | Dayne Kelly Collin Altamirano       | Tommy Paul Tom Jomby Mohamed Safwat Mitchell Krueger                                |
| 9 luglio  | Winnipeg Challenger Winnipeg, Canada Challenger 80 – $75.000 Cemento – 32S/32Q/16D                            | Jason Kubler 6–1, 6–1                                     | Lucas Miedler                         | Gō Soeda Marcel Granollers          | Kaichi Uchida Alexis Galarneau Marc-Andrea Hüsler Mikael Torpegaard                 |
| 9 luglio  | Winnipeg Challenger Winnipeg, Canada Challenger 80 – $75.000 Cemento – 32S/32Q/16D                            | Marc-Andrea Hüsler Sem Verbeek 6(5)–7, 6–3, [14–12]       | Gerard Granollers Marcel Granollers   | Gō Soeda Marcel Granollers          | Kaichi Uchida Alexis Galarneau Marc-Andrea Hüsler Mikael Torpegaard                 |
| 9 luglio  | Båstad Challenger Båstad, Svezia Challenger 80 – €43.000+H Terra rossa – 32S/32Q/16D                          | Pedro Martínez 7–6(5), 6–4                                | Corentin Moutet                       | Filip Horanský Mikael Ymer          | Lukáš Rosol Constant Lestienne Václav Šafránek Carlos Berlocq                       |
| 9 luglio  | Båstad Challenger Båstad, Svezia Challenger 80 – €43.000+H Terra rossa – 32S/32Q/16D                          | Harri Heliövaara Henri Laaksonen 6–4, 6–3                 | Zdeněk Kolář Gonçalo Oliveira         | Filip Horanský Mikael Ymer          | Lukáš Rosol Constant Lestienne Václav Šafránek Carlos Berlocq                       |
| 9 luglio  | Internazionali di Tennis Città di Perugia Perugia, Italia Challenger 80 – €43.000+H Terra rossa – 32S/32Q/16D | Ulises Blanch 7–5, 6–2                                    | Gianluigi Quinzi                      | Salvatore Caruso Attila Balázs      | Alessandro Giannessi Daniel Gimeno Traver Bernabé Zapata Miralles Marco Trungelliti |
| 9 luglio  | Internazionali di Tennis Città di Perugia Perugia, Italia Challenger 80 – €43.000+H Terra rossa – 32S/32Q/16D | Daniele Bracciali Matteo Donati 6–3, 3–6, [10–7]          | Tomislav Brkić Ante Pavić             | Salvatore Caruso Attila Balázs      | Alessandro Giannessi Daniel Gimeno Traver Bernabé Zapata Miralles Marco Trungelliti |
| 16 luglio | President's Cup Astana, Kazakistan Challenger 110 – $125.000 Cemento – 32S/32Q/16D                            | Sebastian Ofner 7–6(5), 6–3                               | Daniel Brands                         | Jurij Rodionov Alexei Popyrin       | Saketh Myneni Maxime Janvier Oleksandr Nedovjesov Pavel Kotov                       |
| 16 luglio | President's Cup Astana, Kazakistan Challenger 110 – $125.000 Cemento – 32S/32Q/16D                            | Mikhail Elgin Yaraslav Shyla 7–5, 7–6(6)                  | Arjun Kadhe Denis Yevseyev            | Jurij Rodionov Alexei Popyrin       | Saketh Myneni Maxime Janvier Oleksandr Nedovjesov Pavel Kotov                       |
| 16 luglio | San Benedetto Tennis Cup San Benedetto del Tronto, Italia Challenger 90 – €64.000+H Terra rossa – 32S/32Q/16D | Daniel Elahi Galán 6–2, 3–6, 6–2                          | Sergio Gutiérrez Ferrol               | Lorenzo Giustino Carlos Taberner    | Andrea Arnaboldi Luca Vanni Matteo Viola Ante Pavić                                 |
| 16 luglio | San Benedetto Tennis Cup San Benedetto del Tronto, Italia Challenger 90 – €64.000+H Terra rossa – 32S/32Q/16D | Julian Ocleppo Andrea Vavassori 6–3, 6–2                  | Sergio Galdós Federico Zeballos       | Lorenzo Giustino Carlos Taberner    | Andrea Arnaboldi Luca Vanni Matteo Viola Ante Pavić                                 |
| 16 luglio | The Hague Open Scheveningen, Paesi Bassi Challenger 90 – €64.000+H Terra rossa – 32S/32Q/16D                  | Thiemo de Bakker 6–2, 6–1                                 | Yannick Maden                         | Lukáš Rosol Kimmer Coppejans        | Attila Balázs Blaž Rola Oscar Otte Alessandro Giannessi                             |
| 16 luglio | The Hague Open Scheveningen, Paesi Bassi Challenger 90 – €64.000+H Terra rossa – 32S/32Q/16D                  | Ruben Gonzales Nathaniel Lammons 6–3, 6(8)–7, [10–5]      | Luis David Martínez Gonçalo Oliveira  | Lukáš Rosol Kimmer Coppejans        | Attila Balázs Blaž Rola Oscar Otte Alessandro Giannessi                             |
| 16 luglio | Challenger de Gatineau Gatineau, Canada Challenger 80 – $75.000 Cemento – 32S/32Q/16D                         | Bradley Klahn 6–3, 7–6(5)                                 | Ugo Humbert                           | Gō Soeda Jason Kubler               | Peter Polansky Maximilian Neuchrist Li Zhe Ernesto Escobedo                         |
| 16 luglio | Challenger de Gatineau Gatineau, Canada Challenger 80 – $75.000 Cemento – 32S/32Q/16D                         | Robert Galloway Bradley Klahn 7–6(4), 4–6, [10–8]         | Darian King Peter Polansky            | Gō Soeda Jason Kubler               | Peter Polansky Maximilian Neuchrist Li Zhe Ernesto Escobedo                         |
| 23 luglio | Challenger de Granby Granby, Canada Challenger 90 – $100.000 Cemento – 32S/32Q/16D                            | Peter Polansky 6–4, 1–6, 6–2                              | Ugo Humbert                           | Norbert Gombos Frank Dancevic       | Brayden Schnur Joris De Loore Stefano Napolitano Alexander Sarkissian               |
| 23 luglio | Challenger de Granby Granby, Canada Challenger 90 – $100.000 Cemento – 32S/32Q/16D                            | Alex Lawson Li Zhe 7–6(2), 6–3                            | JC Aragone Liam Broady                | Norbert Gombos Frank Dancevic       | Brayden Schnur Joris De Loore Stefano Napolitano Alexander Sarkissian               |
| 23 luglio | Binghamton Challenger Binghamton, Stati Uniti Challenger 80 – $75.000 Cemento – 32S/32Q/16D                   | Jay Clarke 6(6)–7, 7–6(5), 6–4                            | Jordan Thompson                       | Laurynas Grigelis Marcel Granollers | Dominik Koepfer Darian King Evgenij Karlovskij Lloyd Harris                         |
| 23 luglio | Binghamton Challenger Binghamton, Stati Uniti Challenger 80 – $75.000 Cemento – 32S/32Q/16D                   | Gerard Granollers Marcel Granollers 7–6(2), 6–4           | Alejandro Gómez Caio Silva            | Laurynas Grigelis Marcel Granollers | Dominik Koepfer Darian King Evgenij Karlovskij Lloyd Harris                         |
| 23 luglio | Prague Open Praga, Repubblica Ceca Challenger 80 – €43.000+H Terra rossa – 32S/32Q/16D                        | Lukáš Rosol 4–6, 6–3, 6–4                                 | Oleksandr Nedovjesov                  | Pedro Martínez Filip Horanský       | Guilherme Clezar Mats Moraing Enrique López Pérez Václav Šafránek                   |
| 23 luglio | Prague Open Praga, Repubblica Ceca Challenger 80 – €43.000+H Terra rossa – 32S/32Q/16D                        | Sander Gillé Joran Vliegen 6–4, 6–2                       | Fernando Romboli David Vega Hernández | Pedro Martínez Filip Horanský       | Guilherme Clezar Mats Moraing Enrique López Pérez Václav Šafránek                   |
| 23 luglio | Tampere Open Tampere, Finlandia Challenger 80 – €43.000+H Terra rossa – 32S/32Q/15D                           | Tallon Griekspoor 6–3, 2–6, 6–3                           | Juan Ignacio Londero                  | Hugo Dellien Tristan Lamasine       | Kamil Majchrzak Antoine Hoang Marco Trungelliti Thiemo de Bakker                    |
| 23 luglio | Tampere Open Tampere, Finlandia Challenger 80 – €43.000+H Terra rossa – 32S/32Q/15D                           | Markus Eriksson André Göransson 6–3, 3–6, [10–7]          | Ivan Gakhov Alexander Pavlioutchenkov | Hugo Dellien Tristan Lamasine       | Kamil Majchrzak Antoine Hoang Marco Trungelliti Thiemo de Bakker                    |
| 23 luglio | Internazionali di Tennis Country 2001 Team Padova, Italia Challenger 80 – €43.000+H Terra rossa – 32S/32Q/16D | Sergio Gutiérrez Ferrol 6–2, 3–6, 6–1                     | Federico Gaio                         | Juan Pablo Varillas Tommy Robredo   | Ante Pavić fix lTomislav Brkić Carlos Boluda-Purkiss Gian Marco Moroni              |
| 23 luglio | Internazionali di Tennis Country 2001 Team Padova, Italia Challenger 80 – €43.000+H Terra rossa – 32S/32Q/16D | Tomislav Brkić Ante Pavić 6–2, 7–6(4)                     | Walter Trusendi Andrea Vavassori      | Juan Pablo Varillas Tommy Robredo   | Ante Pavić fix lTomislav Brkić Carlos Boluda-Purkiss Gian Marco Moroni              |
| 30 luglio | Chengdu Challenger Chengdu, Cina Challenger 110 – $125.000 Cemento – 32S/32Q/16D                              | Zhang Ze 2–6, 5–2 rit.                                    | Henri Laaksonen                       | James Ward Akira Santillan          | Wu Yibing Roman Safiullin Tatsuma Itō Denis Yevseyev                                |
| 30 luglio | Chengdu Challenger Chengdu, Cina Challenger 110 – $125.000 Cemento – 32S/32Q/16D                              | Gong Maoxin Zhang Ze 6–4, 6–4                             | Mikhail Elgin Yaraslav Shyla          | James Ward Akira Santillan          | Wu Yibing Roman Safiullin Tatsuma Itō Denis Yevseyev                                |
| 30 luglio | Open Castilla y León Segovia, Spagna Challenger 100 – €85.000+H Cemento – 32S/32Q/16D                         | Ugo Humbert 6–3, 6–4                                      | Adrián Menéndez Maceiras              | Luca Vanni Andrea Arnaboldi         | Roberto Quiroz Gian Marco Moroni Daniel Brands Andrés Artuñedo                      |
| 30 luglio | Open Castilla y León Segovia, Spagna Challenger 100 – €85.000+H Cemento – 32S/32Q/16D                         | Andrés Artuñedo David Pérez Sanz 6(3)–7, 6–3, [10–6]      | Matías Franco Descotte João Monteiro  | Luca Vanni Andrea Arnaboldi         | Roberto Quiroz Gian Marco Moroni Daniel Brands Andrés Artuñedo                      |
| 30 luglio | Sopot Open Challenger Sopot, Polonia Challenger 90 – €64.000+H Terra rossa – 48S/4Q/16D                       | Paolo Lorenzi 7–6(2), 6(5)–7, 6–3                         | Daniel Gimeno Traver                  | Pedro Cachín Zdeněk Kolář           | Tommy Robredo Thiemo de Bakker Maxime Janvier Oscar Otte                            |
| 30 luglio | Sopot Open Challenger Sopot, Polonia Challenger 90 – €64.000+H Terra rossa – 48S/4Q/16D                       | Mateusz Kowalczyk Szymon Walków 7–6(6), 6–3               | Ruben Gonzales Nathaniel Lammons      | Pedro Cachín Zdeněk Kolář           | Tommy Robredo Thiemo de Bakker Maxime Janvier Oscar Otte                            |
| 30 luglio | Lexington Challenger Lexington, Stati Uniti Challenger 80 – $75.000 Cemento – 32S/32Q/14D                     | Lloyd Harris 6–4, 6–3                                     | Stefano Napolitano                    | Chung Yun-seong Joris De Loore      | Jay Clarke Borna Gojo Ronnie Schneider Collin Altamirano                            |
| 30 luglio | Lexington Challenger Lexington, Stati Uniti Challenger 80 – $75.000 Cemento – 32S/32Q/14D                     | Robert Galloway Roberto Maytín 6–3, 6–1                   | Joris De Loore Marc Polmans           | Chung Yun-seong Joris De Loore      | Jay Clarke Borna Gojo Ronnie Schneider Collin Altamirano                            |
| 30 luglio | Liberec Open Liberec, Repubblica Ceca Challenger 80 – €43.000+H Terra rossa – 32S/32Q/16D                     | Andrej Martin 6–1, 6–2                                    | Pedro Sousa                           | Gonçalo Oliveira Pavel Kotov        | Johan Tatlot João Domingues Pedro Martínez Michael Vrbenský                         |
| 30 luglio | Liberec Open Liberec, Repubblica Ceca Challenger 80 – €43.000+H Terra rossa – 32S/32Q/16D                     | Sander Gillé Joran Vliegen 6–3, 6–4                       | Filip Polášek Patrik Rikl             | Gonçalo Oliveira Pavel Kotov        | Johan Tatlot João Domingues Pedro Martínez Michael Vrbenský                         |

### Agosto
| Settimana | Torneo | Campioni                                            | Finalisti                                  | Semifinalisti                            | Eliminati ai quarti                                                 |
| --------- | --- | --------------------------------------------------- | ------------------------------------------ | ---------------------------------------- | ------------------------------------------------------------------- |
| 6 agosto  | IsarOpen Pullach, Germania Challenger 125 – €127.000+H Terra rossa – 32S/32Q/16D                                        | Pedro Sousa 6–1, 6–3                                | Jan-Lennard Struff                         | Martin Kližan Kevin Krawietz             | Carlos Berlocq Mikael Ymer Gianluca Mager Jiří Veselý               |
| 6 agosto  | IsarOpen Pullach, Germania Challenger 125 – €127.000+H Terra rossa – 32S/32Q/16D                                        | Sander Gillé Joran Vliegen 6–2, 6–2                 | Simone Bolelli Daniele Bracciali           | Martin Kližan Kevin Krawietz             | Carlos Berlocq Mikael Ymer Gianluca Mager Jiří Veselý               |
| 6 agosto  | Jinan International Open Jinan, Cina Challenger 110 – $150.000 Cemento – 32S/32Q/14D                                    | Alexei Popyrin 3–6, 6–1, 7–5                        | James Ward                                 | Zhang Zhizhen Xia Zihao                  | Denis Yevseyev Roman Safiullin Lee Duck-hee Zhang Ze                |
| 6 agosto  | Jinan International Open Jinan, Cina Challenger 110 – $150.000 Cemento – 32S/32Q/14D                                    | Hsieh Cheng-peng Yang Tsung-hua 7–6(5), 4–6, [10–5] | Aleksandr Bublik Alexander Pavlioutchenkov | Zhang Zhizhen Xia Zihao                  | Denis Yevseyev Roman Safiullin Lee Duck-hee Zhang Ze                |
| 6 agosto  | Aptos Challenger Aptos, Stati Uniti Challenger 110 – $150.000 Cemento – 32S/32Q/16D                                     | Thanasi Kokkinakis 6–2, 6–3                         | Lloyd Harris                               | Thomas Fabbiano Christopher Eubanks      | Martin Redlicki Prajnesh Gunneswaran Liam Broady Ernesto Escobedo   |
| 6 agosto  | Aptos Challenger Aptos, Stati Uniti Challenger 110 – $150.000 Cemento – 32S/32Q/16D                                     | Thanasi Kokkinakis Matt Reid 6–2, 4–6, [10–8]       | Jonny O'Mara Joe Salisbury                 | Thomas Fabbiano Christopher Eubanks      | Martin Redlicki Prajnesh Gunneswaran Liam Broady Ernesto Escobedo   |
| 6 agosto  | Slovenia Open Challenger Portorose, Slovenia Challenger 80 – €64.000 Cemento – 32S/32Q/16D                              | Constant Lestienne 6–2, 6–1                         | Andrea Arnaboldi                           | Dominik Koepfer Adrián Menéndez Maceiras | Serhij Stachovs'kyj Gian Marco Moroni Salvatore Caruso Aldin Šetkić |
| 6 agosto  | Slovenia Open Challenger Portorose, Slovenia Challenger 80 – €64.000 Cemento – 32S/32Q/16D                              | Gerard Granollers Lukáš Rosol 7–5, 6–3              | Nikola Čačić Lucas Miedler                 | Dominik Koepfer Adrián Menéndez Maceiras | Serhij Stachovs'kyj Gian Marco Moroni Salvatore Caruso Aldin Šetkić |
| 13 agosto | Vancouver Open Vancouver, Canada Challenger 90 – $100.000 Cemento – 32S/32Q/16D                                         | Daniel Evans 4–6, 7–5, 7–6(3)                       | Jason Kubler                               | Vasek Pospisil Grégoire Barrère          | Lloyd Harris Il'ja Ivaška JC Aragone Yannick Maden                  |
| 13 agosto | Vancouver Open Vancouver, Canada Challenger 90 – $100.000 Cemento – 32S/32Q/16D                                         | Luke Bambridge Neal Skupski 4–6, 6–3, [10–6]        | Marc Polmans Max Purcell                   | Vasek Pospisil Grégoire Barrère          | Lloyd Harris Il'ja Ivaška JC Aragone Yannick Maden                  |
| 13 agosto | Internazionali di Tennis del Friuli Venezia Giulia Cordenons, Italia Challenger 90 – €64.000+H Terra rossa – 48S/4Q/16D | Paolo Lorenzi 6–3, 3–6, 6–4                         | Máté Valkusz                               | João Domingues Guilherme Clezar          | Tommy Robredo Enzo Couacaud Zdeněk Kolář Facundo Bagnis             |
| 13 agosto | Internazionali di Tennis del Friuli Venezia Giulia Cordenons, Italia Challenger 90 – €64.000+H Terra rossa – 48S/4Q/16D | Denys Molčanov Igor Zelenay 3–6, 6–3, [11–9]        | Andrej Martin Daniel Muñoz de la Nava      | João Domingues Guilherme Clezar          | Tommy Robredo Enzo Couacaud Zdeněk Kolář Facundo Bagnis             |
| 13 agosto | Gwangju Open Gwangju, Corea del Sud Challenger 80 – $50.000+H Cemento – 32S/32Q/14D                                     | Maverick Banes 6–3, 4–6, 6–4                        | Nam Ji-sung                                | Makoto Ochi Aleksandr Bublik             | Alexei Popyrin Lee Duck-hee Renta Tokuda Akira Santillan            |
| 13 agosto | Gwangju Open Gwangju, Corea del Sud Challenger 80 – $50.000+H Cemento – 32S/32Q/14D                                     | Nam Ji-sung Song Min-kyu 5–7, 6–3, [10–5]           | Benjamin Lock Rubin Statham                | Makoto Ochi Aleksandr Bublik             | Alexei Popyrin Lee Duck-hee Renta Tokuda Akira Santillan            |
| 13 agosto | Meerbusch Challenger Meerbusch, Germania Challenger 80 – €43.000+H Terra rossa – 32S/32Q/16D                            | Filip Horanský 6(7)–7, 6–3, 6–3                     | Jan Choinski                               | Dustin Brown Rudolf Molleker             | Bernabé Zapata Miralles Kevin Krawietz Nicola Kuhn Pedro Sousa      |
| 13 agosto | Meerbusch Challenger Meerbusch, Germania Challenger 80 – €43.000+H Terra rossa – 32S/32Q/16D                            | David Pérez Sanz Mark Vervoort 3–6, 6–4, [10–7]     | Grzegorz Panfil Volodymyr Uzhylovskyi      | Dustin Brown Rudolf Molleker             | Bernabé Zapata Miralles Kevin Krawietz Nicola Kuhn Pedro Sousa      |
| 20 agosto | Nessun torneo. | Nessun torneo.                                      | Nessun torneo.                             | Nessun torneo.                           | Nessun torneo.                                                      |
| 27 agosto | Città di Como Challenger Como, Italia Challenger 90 – €64.000+H Terra rossa – 32S/32Q/16D                               | Salvatore Caruso 7–5, 6–4                           | Cristian Garín                             | Viktor Galović Matteo Donati             | Martin Kližan Juan Ignacio Londero Filippo Baldi Facundo Argüello   |
| 27 agosto | Città di Como Challenger Como, Italia Challenger 90 – €64.000+H Terra rossa – 32S/32Q/16D                               | Andre Begemann Dustin Brown 3–6, 6–4, [10–5]        | Martin Kližan Filip Polášek                | Viktor Galović Matteo Donati             | Martin Kližan Juan Ignacio Londero Filippo Baldi Facundo Argüello   |
| 27 agosto | Rafa Nadal Open Maiorca, Spagna Challenger 80 – €43.000+H Cemento – 48S/4Q/16D                                          | Bernard Tomić 4–6, 6–3, 7–6(3)                      | Matthias Bachinger                         | Enrique López Pérez Kenny de Schepper    | Thomas Fabbiano Nicola Kuhn Daniel Brands Norbert Gombos            |
| 27 agosto | Rafa Nadal Open Maiorca, Spagna Challenger 80 – €43.000+H Cemento – 48S/4Q/16D                                          | Ariel Behar Enrique López Pérez Walkover            | Daniel Evans Gerard Granollers             | Enrique López Pérez Kenny de Schepper    | Thomas Fabbiano Nicola Kuhn Daniel Brands Norbert Gombos            |

### Settembre
| Settimana    | Torneo | Campioni                                               | Finalisti                               | Semifinalisti                       | Eliminati ai quarti o                                                        |
| ------------ | --- | ------------------------------------------------------ | --------------------------------------- | ----------------------------------- | ---------------------------------------------------------------------------- |
| 3 settembre  | Chicago Challenger Chicago, Stati uniti Challenger 125 – $150.000+H Cemento – 32S/32Q/16D                   | Denis Istomin 6–4, 6–2                                 | Reilly Opelka                           | Dominik Koepfer Bjorn Fratangelo    | JC Aragone Donald Young Noah Rubin Ruben Bemelmans                           |
| 3 settembre  | Chicago Challenger Chicago, Stati uniti Challenger 125 – $150.000+H Cemento – 32S/32Q/16D                   | Luke Bambridge Neal Skupski 6–3, 6–4                   | Leander Paes Miguel Ángel Reyes Varela  | Dominik Koepfer Bjorn Fratangelo    | JC Aragone Donald Young Noah Rubin Ruben Bemelmans                           |
| 3 settembre  | Genoa Open Challenger Genova, Italia Challenger 125 – €127.000+H Terra rossa – 32S/32Q/16D                  | Lorenzo Sonego 6–2, 6–1                                | Dustin Brown                            | Federico Delbonis Thomaz Bellucci   | Stefano Travaglia Hubert Hurkacz Lukáš Rosol Cristian Garín                  |
| 3 settembre  | Genoa Open Challenger Genova, Italia Challenger 125 – €127.000+H Terra rossa – 32S/32Q/16D                  | Kevin Krawietz Andreas Mies 6–2, 3–6, [10–2]           | Martin Kližan Filip Polášek             | Federico Delbonis Thomaz Bellucci   | Stefano Travaglia Hubert Hurkacz Lukáš Rosol Cristian Garín                  |
| 3 settembre  | Copa Sevilla Siviglia, Spagna Challenger 90 – €64.000+H Terra gialla – 32S/32Q/16D                          | Kimmer Coppejans 7–6(2), 6–1                           | Alex Molčan                             | Tomislav Brkić Peđa Krstin          | Kenny de Schepper Sergio Gutiérrez Ferrol Laurynas Grigelis Facundo Argüello |
| 3 settembre  | Copa Sevilla Siviglia, Spagna Challenger 90 – €64.000+H Terra gialla – 32S/32Q/16D                          | Gerard Granollers Pedro Martínez 6–0, 6–2              | Daniel Gimeno Traver Ricardo Ojeda Lara | Tomislav Brkić Peđa Krstin          | Kenny de Schepper Sergio Gutiérrez Ferrol Laurynas Grigelis Facundo Argüello |
| 3 settembre  | Cassis Open Provence Cassis, Francia Challenger 80 – €64.000 Cemento – 48S/4Q/16D                           | Enzo Couacaud 6–2, 6–3                                 | Ugo Humbert                             | Adrián Menéndez Maceiras James Ward | Scott Griekspoor Antoine Hoang Oscar Otte Mathias Bourgue                    |
| 3 settembre  | Cassis Open Provence Cassis, Francia Challenger 80 – €64.000 Cemento – 48S/4Q/16D                           | Matt Reid Serhij Stachovs'kyj 6–2, 6–3                 | Marc-Andrea Hüsler Gonçalo Oliveira     | Adrián Menéndez Maceiras James Ward | Scott Griekspoor Antoine Hoang Oscar Otte Mathias Bourgue                    |
| 3 settembre  | International Challenger Zhangjiagang Zhangjiagang, Cina Challenger 80 – $50.000+H Cemento – 32S/32Q/16D    | Yasutaka Uchiyama 6–2, 6–2                             | Jason Jung                              | Aleksandr Bublik Miomir Kecmanović  | Akira Santillan Chung Yun-seong Uladzimir Ihnacik Wu Yibing                  |
| 3 settembre  | International Challenger Zhangjiagang Zhangjiagang, Cina Challenger 80 – $50.000+H Cemento – 32S/32Q/16D    | Gong Maoxin Zhang Ze Walkover                          | Bradley Mousley Akira Santillan         | Aleksandr Bublik Miomir Kecmanović  | Akira Santillan Chung Yun-seong Uladzimir Ihnacik Wu Yibing                  |
| 10 settembre | Szczecin Open Stettino, Polonia Challenger 125 – €127.000+H Terra rossa – 32S/32Q/16D                       | Guido Andreozzi 6–4, 4–6, 6–3                          | Alejandro Davidovich Fokina             | Rudolf Molleker Facundo Argüello    | Gianluigi Quinzi Roberto Marcora Aleksej Vatutin Rogério Dutra Silva         |
| 10 settembre | Szczecin Open Stettino, Polonia Challenger 125 – €127.000+H Terra rossa – 32S/32Q/16D                       | Karol Drzewiecki Filip Polášek 6–3, 6–4                | Guido Andreozzi Guillermo Durán         | Rudolf Molleker Facundo Argüello    | Gianluigi Quinzi Roberto Marcora Aleksej Vatutin Rogério Dutra Silva         |
| 10 settembre | Banja Luka Challenger Banja Luka, Bosnia ed Erzegovina Challenger 100 – €85.000+H Terra rossa – 32S/32Q/16D | Alessandro Giannessi 6(6)–7, 6–4, 6–4                  | Carlos Berlocq                          | Filippo Baldi Johan Tatlot          | Juan Ignacio Londero Laurynas Grigelis Daniel Gimeno Traver Pablo Andújar    |
| 10 settembre | Banja Luka Challenger Banja Luka, Bosnia ed Erzegovina Challenger 100 – €85.000+H Terra rossa – 32S/32Q/16D | Andrej Martin Hans Podlipnik Castillo 7–5, 4–6, [10–7] | Laurynas Grigelis Alessandro Motti      | Filippo Baldi Johan Tatlot          | Juan Ignacio Londero Laurynas Grigelis Daniel Gimeno Traver Pablo Andújar    |
| 10 settembre | Istanbul Challenger Istanbul, Turchia Challenger 90 – $75.000+H Cemento – 48S/4Q/16D                        | Corentin Moutet 6–3, 6–4                               | Quentin Halys                           | Thomas Fabbiano Antoine Hoang       | Matteo Viola Tallon Griekspoor Lucas Miedler Cem İlkel                       |
| 10 settembre | Istanbul Challenger Istanbul, Turchia Challenger 90 – $75.000+H Cemento – 48S/4Q/16D                        | Rameez Junaid Purav Raja 7–6(4), 4–6, [10–7]           | Timur Khabibulin Vladyslav Manafov      | Thomas Fabbiano Antoine Hoang       | Matteo Viola Tallon Griekspoor Lucas Miedler Cem İlkel                       |
| 10 settembre | Shanghai Challenger Shanghai, Cina Challenger 80 – $75.000 Cemento – 32S/32Q/16D                            | Blaž Kavčič 6–1, 7–6(1)                                | Hiroki Moriya                           | Miomir Kecmanović Li Zhe            | Wu Di Alessandro Bega Aleksandr Bublik Aldin Šetkić                          |
| 10 settembre | Shanghai Challenger Shanghai, Cina Challenger 80 – $75.000 Cemento – 32S/32Q/16D                            | Gong Maoxin Zhang Ze 6–4, 3–6, [10–4]                  | Hua Runhao Zhang Zhizhen                | Miomir Kecmanović Li Zhe            | Wu Di Alessandro Bega Aleksandr Bublik Aldin Šetkić                          |
| 10 settembre | Cary Challenger Cary, Stati Uniti Challenger 80 – $50.000+H Cemento – 32S/32Q/14D                           | James Duckworth 7–6(4), 6–3                            | Reilly Opelka                           | Bjorn Fratangelo Kaichi Uchida      | Alejandro González Joris De Loore Dominik Koepfer José Hernández-Fernández   |
| 10 settembre | Cary Challenger Cary, Stati Uniti Challenger 80 – $50.000+H Cemento – 32S/32Q/14D                           | Evan King Hunter Reese 6–4, 7–6(6)                     | Fabrice Martin Hugo Nys                 | Bjorn Fratangelo Kaichi Uchida      | Alejandro González Joris De Loore Dominik Koepfer José Hernández-Fernández   |
| 17 settembre | OEC Kaohsiung Kaohsiung, Taiwan Challenger 125 – $150.000+H Cemento indoor – 32S/32Q/16D                    | Gaël Monfils 6–4, 2–6, 6–1                             | Kwon Soon-woo                           | Lee Duck-hee Malek Jaziri           | Ernests Gulbis Frederico Ferreira Silva Brayden Schnur Jurij Rodionov        |
| 17 settembre | OEC Kaohsiung Kaohsiung, Taiwan Challenger 125 – $150.000+H Cemento indoor – 32S/32Q/16D                    | Hsieh Cheng-peng Yang Tsung-hua 6(3)–7, 6–2, [10–8]    | Hsu Yu-hsiou Jimmy Wang                 | Lee Duck-hee Malek Jaziri           | Ernests Gulbis Frederico Ferreira Silva Brayden Schnur Jurij Rodionov        |
| 17 settembre | Columbus Challenger Columbus, Stati Uniti Challenger 80 – $75.000 Cemento indoor – 32S/32Q/16D              | Michael Mmoh 6–3, 7–6(4)                               | Jordan Thompson                         | Roberto Quiroz Mikael Torpegaard    | Dominik Koepfer Luke Saville Alexei Popyrin Thai-Son Kwiatkowski             |
| 17 settembre | Columbus Challenger Columbus, Stati Uniti Challenger 80 – $75.000 Cemento indoor – 32S/32Q/16D              | Tommy Paul Peter Polansky 6–3, 6–3                     | Gonzalo Escobar Roberto Quiroz          | Roberto Quiroz Mikael Torpegaard    | Dominik Koepfer Luke Saville Alexei Popyrin Thai-Son Kwiatkowski             |
| 17 settembre | Biella Challenger Biella, Italia Challenger 80 – €43.000+H Terra rossa – 32S/32Q/16D                        | Federico Delbonis 6–4, 6–3                             | Stefano Napolitano                      | Stefano Travaglia Thiago Monteiro   | Roberto Carballés Baena Paolo Lorenzi Marco Trungelliti Facundo Argüello     |
| 17 settembre | Biella Challenger Biella, Italia Challenger 80 – €43.000+H Terra rossa – 32S/32Q/16D                        | Fabrício Neis David Vega Hernández 6–4, 6–4            | Rameez Junaid Purav Raja                | Stefano Travaglia Thiago Monteiro   | Roberto Carballés Baena Paolo Lorenzi Marco Trungelliti Facundo Argüello     |
| 17 settembre | Sibiu Open Sibiu, Romania Challenger 80 – €43.000+H Terra rossa – 32S/32Q/16D                               | Dragoș Dima 6–3, 6–2                                   | Jelle Sels                              | Laslo Đere Pedro Martínez           | Lukáš Rosol Javier Barranco Cosano Pedro Sousa Kamil Majchrzak               |
| 17 settembre | Sibiu Open Sibiu, Romania Challenger 80 – €43.000+H Terra rossa – 32S/32Q/16D                               | Kevin Krawietz Andreas Mies 6–4, 6–2                   | Tomasz Bednarek David Pel               | Laslo Đere Pedro Martínez           | Lukáš Rosol Javier Barranco Cosano Pedro Sousa Kamil Majchrzak               |
| 24 settembre | Open d'Orleans Orléans, Francia Challenger 125 – €127.000+H Cemento indoor – 32S/32Q/16D                    | Aljaž Bedene 4–6, 6–1, 7–6(6)                          | Antoine Hoang                           | Luca Vanni Kenny de Schepper        | Daniel Brands Tallon Griekspoor Elias Ymer Serhij Stachovs'kyj               |
| 24 settembre | Open d'Orleans Orléans, Francia Challenger 125 – €127.000+H Cemento indoor – 32S/32Q/16D                    | Luke Bambridge Jonny O'Mara 6–2, 6–4                   | Yannick Maden Tristan-Samuel Weissborn  | Luca Vanni Kenny de Schepper        | Daniel Brands Tallon Griekspoor Elias Ymer Serhij Stachovs'kyj               |
| 24 settembre | Tiburon Challenger Tiburon, Stati Uniti Challenger 90 – $100.000 Cemento – 32S/32Q/16D                      | Michael Mmoh 6–3, 7–5                                  | Marcel Granollers                       | Noah Rubin James Duckworth          | John-Patrick Smith Christopher Eubanks Tommy Paul Marcelo Arévalo            |
| 24 settembre | Tiburon Challenger Tiburon, Stati Uniti Challenger 90 – $100.000 Cemento – 32S/32Q/16D                      | Hans Hach Verdugo Luke Saville 6–3, 6–2                | Gerard Granollers Pedro Martínez        | Noah Rubin James Duckworth          | John-Patrick Smith Christopher Eubanks Tommy Paul Marcelo Arévalo            |

### Ottobre
| Settimana  | Torneo | Campioni                                                | Finalisti                              | Semifinalisti                                    | Eliminati ai quarti                                                          |
| ---------- | --- | ------------------------------------------------------- | -------------------------------------- | ------------------------------------------------ | ---------------------------------------------------------------------------- |
| 1 ottobre  | Monterrey Challenger Monterrey, Messico Challenger 125 – $150.000+H Cemento – 32S/32Q/16D                              | David Ferrer 6–3, 6–4                                   | Ivo Karlović                           | Ernesto Escobedo Santiago Giraldo                | Marcel Granollers Sebastian Ofner Bjorn Fratangelo Gerald Melzer             |
| 1 ottobre  | Monterrey Challenger Monterrey, Messico Challenger 125 – $150.000+H Cemento – 32S/32Q/16D                              | Marcelo Arévalo Jeevan Nedunchezhiyan 6–1, 6–4          | Leander Paes Miguel Ángel Reyes Varela | Ernesto Escobedo Santiago Giraldo                | Marcel Granollers Sebastian Ofner Bjorn Fratangelo Gerald Melzer             |
| 1 ottobre  | Stockton Challenger Stockton, Stati Uniti Challenger 90 – $100.000 Cemento – 32S/32Q/16D                               | Lloyd Harris 6–2, 6–2                                   | Marc Polmans                           | Jordan Thompson Maxime Janvier                   | Noah Rubin Christopher Eubanks Liam Broady Darian King                       |
| 1 ottobre  | Stockton Challenger Stockton, Stati Uniti Challenger 90 – $100.000 Cemento – 32S/32Q/16D                               | Darian King Noah Rubin 6–3, 6–4                         | Sanchai Ratiwatana Christopher Rungkat | Jordan Thompson Maxime Janvier                   | Noah Rubin Christopher Eubanks Liam Broady Darian King                       |
| 1 ottobre  | Firenze Tennis Cup Firenze, Italia Challenger 90 – €64,000+H Terra rossa – 32S/32Q/16D Singolare – Doppio              | Pablo Andújar 7–5, 6–3                                  | Marco Trungelliti                      | Lorenzo Sonego Roberto Carballés Baena           | Filippo Baldi Lorenzo Giustino Sergio Gutiérrez Ferrol Andrea Pellegrino     |
| 1 ottobre  | Firenze Tennis Cup Firenze, Italia Challenger 90 – €64,000+H Terra rossa – 32S/32Q/16D Singolare – Doppio              | Rameez Junaid David Pel 7–5, 3–6, [10–7]                | Filippo Baldi Salvatore Caruso         | Lorenzo Sonego Roberto Carballés Baena           | Filippo Baldi Lorenzo Giustino Sergio Gutiérrez Ferrol Andrea Pellegrino     |
| 1 ottobre  | Almaty Challenger Almaty, Kazakistan Challenger 80 – $50.000+H Cemento – 32S/32Q/16D                                   | Denis Istomin 6(4)–7, 7–6(5), 6–2                       | Nikola Milojević                       | Lukáš Rosol Mirza Bašić                          | Miomir Kecmanović Tobias Kamke Illja Marčenko Scott Griekspoor               |
| 1 ottobre  | Almaty Challenger Almaty, Kazakistan Challenger 80 – $50.000+H Cemento – 32S/32Q/16D                                   | Zdeněk Kolář Lukáš Rosol 6–3, 6–1                       | Evgenij Karlovskij Timur Khabibulin    | Lukáš Rosol Mirza Bašić                          | Miomir Kecmanović Tobias Kamke Illja Marčenko Scott Griekspoor               |
| 1 ottobre  | Campeonato Internacional de Tênis de Campinas Campinas, Brasile Challenger 80 – $50.000+H Terra rossa – 32S/32Q/16D    | Cristian Garín 6–3, 6–4                                 | Federico Delbonis                      | Facundo Bagnis Thiago Monteiro                   | Martín Cuevas Thiago Seyboth Wild Thomaz Bellucci Carlos Berlocq             |
| 1 ottobre  | Campeonato Internacional de Tênis de Campinas Campinas, Brasile Challenger 80 – $50.000+H Terra rossa – 32S/32Q/16D    | Hugo Dellien Guillermo Durán 7–5, 6–4                   | Franco Agamenone Fernando Romboli      | Facundo Bagnis Thiago Monteiro                   | Martín Cuevas Thiago Seyboth Wild Thomaz Bellucci Carlos Berlocq             |
| 8 ottobre  | Santo Domingo Open Santo Domingo, Repubblica Dominicana Challenger 125 – $125.000+H Terra verde – 32S/32Q/16D          | Cristian Garín 6–4, 5–7, 6–4                            | Federico Delbonis                      | Carlos Berlocq Peđa Krstin                       | José Hernández-Fernández Nino Serdarušić Jürgen Melzer Paolo Lorenzi         |
| 8 ottobre  | Santo Domingo Open Santo Domingo, Repubblica Dominicana Challenger 125 – $125.000+H Terra verde – 32S/32Q/16D          | Leander Paes Miguel Ángel Reyes Varela 4–6, 6–3, [10–5] | Ariel Behar Roberto Quiroz             | Carlos Berlocq Peđa Krstin                       | José Hernández-Fernández Nino Serdarušić Jürgen Melzer Paolo Lorenzi         |
| 8 ottobre  | Fairfield Challenger Fairfield, Stati Uniti Challenger 90 – $100.000 Cemento – 32S/32Q/16D                             | Bjorn Fratangelo 6–4, 6–3                               | Alex Bolt                              | Casper Ruud Adrián Menéndez Maceiras             | Jordan Thompson Sebastian Fanselow Jeffrey John Wolf Lloyd Harris            |
| 8 ottobre  | Fairfield Challenger Fairfield, Stati Uniti Challenger 90 – $100.000 Cemento – 32S/32Q/16D                             | Sanchai Ratiwatana Christopher Rungkat 6–0, 7–6(9)      | Harri Heliövaara Henri Laaksonen       | Casper Ruud Adrián Menéndez Maceiras             | Jordan Thompson Sebastian Fanselow Jeffrey John Wolf Lloyd Harris            |
| 8 ottobre  | Internazionali Tennis Val Gardena Südtirol Ortisei, Italia Challenger 80 – €64.000 Cemento indoor – 32S/32Q/16D        | Ugo Humbert 6–4, 6–2                                    | Pierre-Hugues Herbert                  | Dennis Novak Grégoire Barrère                    | Ričardas Berankis Simone Bolelli Constant Lestienne Mats Moraing             |
| 8 ottobre  | Internazionali Tennis Val Gardena Südtirol Ortisei, Italia Challenger 80 – €64.000 Cemento indoor – 32S/32Q/16D        | Sander Gillé Joran Vliegen 3–6, 6–3, [10–3]             | Purav Raja Antonio Šančić              | Dennis Novak Grégoire Barrère                    | Ričardas Berankis Simone Bolelli Constant Lestienne Mats Moraing             |
| 8 ottobre  | Tashkent Challenger Tashkent, Uzbekistan Challenger 80 – $75.000 Cemento – 32S/32Q/16D                                 | Félix Auger-Aliassime 6–3, 6–2                          | Kamil Majchrzak                        | Tobias Kamke Jahor Herasimaŭ                     | Mirza Bašić Evgenij Karlovskij Mathias Bourgue Denis Istomin                 |
| 8 ottobre  | Tashkent Challenger Tashkent, Uzbekistan Challenger 80 – $75.000 Cemento – 32S/32Q/16D                                 | Sanjar Fayziev Jurabek Karimov 6–2, 6(3)–7, [11–9]      | Federico Gaio Enrique López Pérez      | Tobias Kamke Jahor Herasimaŭ                     | Mirza Bašić Evgenij Karlovskij Mathias Bourgue Denis Istomin                 |
| 8 ottobre  | Sánchez-Casal Cup Barcellona, Spagna Challenger 80 – €43.000+H Terra rossa – 32S/32Q/16D                               | Roberto Carballés Baena 1–6, 6–3, 6–0                   | Pedro Martínez                         | Marco Trungelliti Filippo Baldi                  | Alessandro Giannessi Pedro Sousa Miljan Zekić Lorenzo Giustino               |
| 8 ottobre  | Sánchez-Casal Cup Barcellona, Spagna Challenger 80 – €43.000+H Terra rossa – 32S/32Q/16D                               | Marcelo Demoliner David Vega Hernández 7–6(3), 6–3      | Rameez Junaid David Pel                | Marco Trungelliti Filippo Baldi                  | Alessandro Giannessi Pedro Sousa Miljan Zekić Lorenzo Giustino               |
| 15 ottobre | Ningbo Challenger Ningbo, Cina Challenger 110 – $150.000 Cemento – 32S/32Q/16D                                         | Thomas Fabbiano 7–6(4), 4–6, 6–3                        | Prajnesh Gunneswaran                   | Miomir Kecmanović Radu Albot                     | Viktor Durasovic Chung Yun-seong Federico Gaio Tatsuma Itō                   |
| 15 ottobre | Ningbo Challenger Ningbo, Cina Challenger 110 – $150.000 Cemento – 32S/32Q/16D                                         | Gong Maoxin Zhang Ze 7–5, 2–6, [10–5]                   | Hsieh Cheng-peng Christopher Rungkat   | Miomir Kecmanović Radu Albot                     | Viktor Durasovic Chung Yun-seong Federico Gaio Tatsuma Itō                   |
| 15 ottobre | Calgary Challenger Calgary, Canada Challenger 90 – $75.000+H Cemento indoor – 32S/32Q/16D                              | Ivo Karlović 7–6(3), 6–3                                | Jordan Thompson                        | Casper Ruud Borna Gojo                           | Enzo Couacaud Brayden Schnur Filip Peliwo Roberto Quiroz                     |
| 15 ottobre | Calgary Challenger Calgary, Canada Challenger 90 – $75.000+H Cemento indoor – 32S/32Q/16D                              | Robert Galloway Nathan Pasha 6–4, 4–6, [10–6]           | Matt Reid John-Patrick Smith           | Casper Ruud Borna Gojo                           | Enzo Couacaud Brayden Schnur Filip Peliwo Roberto Quiroz                     |
| 15 ottobre | Ismaning Challenger Ismaning, Germania Challenger 80 – €43.000+H Sintetico indoor – 32S/32Q/16D                        | Filippo Baldi 6–4, 6–4                                  | Gleb Sakharov                          | Johannes Härteis Ugo Humbert                     | Daniel Masur Jeremy Jahn Kevin Krawietz Matteo Viola                         |
| 15 ottobre | Ismaning Challenger Ismaning, Germania Challenger 80 – €43.000+H Sintetico indoor – 32S/32Q/16D                        | Purav Raja Antonio Šančić 5–7, 6–4, [10–5]              | Rameez Junaid David Pel                | Johannes Härteis Ugo Humbert                     | Daniel Masur Jeremy Jahn Kevin Krawietz Matteo Viola                         |
| 22 ottobre | Brest Challenger Brest, Francia Challenger 110 – €106.000+H Cemento indoor – 32S/32Q/16D                               | Hubert Hurkacz 7–5, 6–1                                 | Ričardas Berankis                      | Stefano Travaglia Roberto Carballés Baena        | Julien Benneteau Benjamin Bonzi Lorenzo Sonego Jaume Munar                   |
| 22 ottobre | Brest Challenger Brest, Francia Challenger 110 – €106.000+H Cemento indoor – 32S/32Q/16D                               | Sander Gillé Joran Vliegen 3–6, 6–4, [10–2]             | Leander Paes Miguel Ángel Reyes Varela | Stefano Travaglia Roberto Carballés Baena        | Julien Benneteau Benjamin Bonzi Lorenzo Sonego Jaume Munar                   |
| 22 ottobre | Las Vegas Tennis Open Las Vegas, Stati Uniti Challenger 80 – $50.000+H Cemento – 32S/32Q/16D                           | Thanasi Kokkinakis 6–4, 6–4                             | Blaž Rola                              | Casper Ruud John-Patrick Smith                   | Darian King Kamil Majchrzak Jason Jung Mathias Bourgue                       |
| 22 ottobre | Las Vegas Tennis Open Las Vegas, Stati Uniti Challenger 80 – $50.000+H Cemento – 32S/32Q/16D                           | Marcelo Arévalo Roberto Maytín 6–3, 6–3                 | Robert Galloway Nathan Pasha           | Casper Ruud John-Patrick Smith                   | Darian King Kamil Majchrzak Jason Jung Mathias Bourgue                       |
| 22 ottobre | Traralgon Challenger Traralgon, Australia Challenger 80 – $75.000 Cemento – 32S/32Q/16D                                | Jordan Thompson 6–3, 6–4                                | Yoshihito Nishioka                     | Marc Polmans Alex Bolt                           | Brydan Klein Aleksandar Vukic Sebastian Fanselow Yasutaka Uchiyama           |
| 22 ottobre | Traralgon Challenger Traralgon, Australia Challenger 80 – $75.000 Cemento – 32S/32Q/16D                                | Jeremy Beale Marc Polmans 6–2, 6–4                      | Max Purcell Luke Saville               | Marc Polmans Alex Bolt                           | Brydan Klein Aleksandar Vukic Sebastian Fanselow Yasutaka Uchiyama           |
| 22 ottobre | Lima Challenger Lima, Perù Challenger 80 – $50.000+H Terra rossa – 32S/32Q/16D                                         | Cristian Garín 6–4, 6–4                                 | Pedro Sousa                            | Facundo Argüello Thiago Monteiro                 | Juan Ignacio Londero José Hernández-Fernández Hugo Dellien Federico Delbonis |
| 22 ottobre | Lima Challenger Lima, Perù Challenger 80 – $50.000+H Terra rossa – 32S/32Q/16D                                         | Guido Andreozzi Guillermo Durán 2–6, 7–6(5), [10–5]     | Ariel Behar Gonzalo Escobar            | Facundo Argüello Thiago Monteiro                 | Juan Ignacio Londero José Hernández-Fernández Hugo Dellien Federico Delbonis |
| 22 ottobre | Liuzhou Open Liuzhou, Cina Challenger 80 – $50.000+H Cemento – 32S/32Q/16D                                             | Radu Albot 6–2, 4–6, 6–3                                | Miomir Kecmanović                      | Prajnesh Gunneswaran Blaž Kavčič                 | Wu Di Thomas Fabbiano Li Zhe Alejandro Davidovich Fokina                     |
| 22 ottobre | Liuzhou Open Liuzhou, Cina Challenger 80 – $50.000+H Cemento – 32S/32Q/16D                                             | Gong Maoxin Zhang Ze 6–3, 2–6, [10–3]                   | Hsieh Cheng-peng Christopher Rungkat   | Prajnesh Gunneswaran Blaž Kavčič                 | Wu Di Thomas Fabbiano Li Zhe Alejandro Davidovich Fokina                     |
| 29 ottobre | Shenzhen Longhua Open Shenzhen, Cina Challenger 90 – $75.000+H Cemento – 32S/32Q/16D                                   | Miomir Kecmanović 6–2, 2–6, 6–3                         | Blaž Kavčič                            | Oleksandr Nedovjesov Alejandro Davidovich Fokina | Zhang Ze Mohamed Safwat Sasikumar Mukund Máté Valkusz                        |
| 29 ottobre | Shenzhen Longhua Open Shenzhen, Cina Challenger 90 – $75.000+H Cemento – 32S/32Q/16D                                   | Hsieh Cheng-peng Christopher Rungkat 6–4, 6–2           | Sriram Balaji Jeevan Nedunchezhiyan    | Oleksandr Nedovjesov Alejandro Davidovich Fokina | Zhang Ze Mohamed Safwat Sasikumar Mukund Máté Valkusz                        |
| 29 ottobre | Canberra Tennis International Canberra, Australia Challenger 80 – $75.000 Cemento – 32S/32Q/16D                        | Jordan Thompson 6–1, 5–7, 6–4                           | Nicola Kuhn                            | Maxime Janvier Yoshihito Nishioka                | Jacob Grills Blake Ellis Akira Santillan Yosuke Watanuki                     |
| 29 ottobre | Canberra Tennis International Canberra, Australia Challenger 80 – $75.000 Cemento – 32S/32Q/16D                        | Evan Hoyt Wu Tung-lin 7–6(5), 5–7, [10–8]               | Jeremy Beale Thomas Fancutt            | Maxime Janvier Yoshihito Nishioka                | Jacob Grills Blake Ellis Akira Santillan Yosuke Watanuki                     |
| 29 ottobre | Charlottesville Men's Pro Challenger Charlottesville, Stati Uniti Challenger 80 – $75.000 Cemento indoor – 32S/32Q/16D | Tommy Paul 6–2, 6–2                                     | Peter Polansky                         | Bradley Klahn Thai-Son Kwiatkowski               | Bjorn Fratangelo Ivo Karlović Jelle Sels Michael Mmoh                        |
| 29 ottobre | Charlottesville Men's Pro Challenger Charlottesville, Stati Uniti Challenger 80 – $75.000 Cemento indoor – 32S/32Q/16D | Harri Heliövaara Henri Laaksonen 6–3, 6–4               | Toshihide Matsui Frederik Nielsen      | Bradley Klahn Thai-Son Kwiatkowski               | Bjorn Fratangelo Ivo Karlović Jelle Sels Michael Mmoh                        |
| 29 ottobre | Challenger Eckental Eckental, Germania Challenger 80 – €43.000+H Sintetico indoor – 32S/32Q/16D                        | Antoine Hoang 7–5, 6–3                                  | Ruben Bemelmans                        | Evgenij Donskoj Gleb Sakharov                    | Daniel Masur Albano Olivetti Matthias Bachinger Lukáš Rosol                  |
| 29 ottobre | Challenger Eckental Eckental, Germania Challenger 80 – €43.000+H Sintetico indoor – 32S/32Q/16D                        | Kevin Krawietz Andreas Mies 6–1, 6–4                    | Hugo Nys Jonny O'Mara                  | Evgenij Donskoj Gleb Sakharov                    | Daniel Masur Albano Olivetti Matthias Bachinger Lukáš Rosol                  |
| 29 ottobre | Challenger Ciudad de Guayaquil Guayaquil, Ecuador Challenger 80 – $50.000+H Terra rossa – 32S/32Q/16D                  | Guido Andreozzi 7–5, 1–6, 6–4                           | Pedro Sousa                            | Arthur De Greef Santiago Giraldo                 | Pablo Cuevas Facundo Argüello Peđa Krstin Juan Ignacio Londero               |
| 29 ottobre | Challenger Ciudad de Guayaquil Guayaquil, Ecuador Challenger 80 – $50.000+H Terra rossa – 32S/32Q/16D                  | Guillermo Durán Roberto Quiroz 6–3, 6–2                 | Thiago Monteiro Fabrício Neis          | Arthur De Greef Santiago Giraldo                 | Pablo Cuevas Facundo Argüello Peđa Krstin Juan Ignacio Londero               |

### Novembre
| Settimana   | Torneo | Campioni                                                          | Finalisti                             | Semifinalisti                        | Eliminati ai quartid                                                              |
| ----------- | --- | ----------------------------------------------------------------- | ------------------------------------- | ------------------------------------ | --------------------------------------------------------------------------------- |
| 5 novembre  | Slovak Open Bratislava, Slovacchia Challenger 110 – €106.000+H Cemento indoor – 32S/32Q/16D                              | Aleksandr Bublik 6–4, 6–4                                         | Lukáš Rosol                           | Dennis Novak Matthias Bachinger      | Jahor Herasimaŭ Sebastian Ofner Serhij Stachovs'kyj Evgenij Donskoj               |
| 5 novembre  | Slovak Open Bratislava, Slovacchia Challenger 110 – €106.000+H Cemento indoor – 32S/32Q/16D                              | Denys Molčanov Igor Zelenay 6–2, 3–6, [11–9]                      | Ramkumar Ramanathan Andrėj Vasileŭski | Dennis Novak Matthias Bachinger      | Jahor Herasimaŭ Sebastian Ofner Serhij Stachovs'kyj Evgenij Donskoj               |
| 5 novembre  | Internationaux de Tennis de Vendée Mouilleron-le-Captif, Francia Challenger 100 – €85.000+H Cemento indoor – 32S/32Q/16D | Elias Ymer 6–3, 7–6(5)                                            | Yannick Maden                         | Aleksej Vatutin Elliot Benchetrit    | Maxime Janvier Mats Moraing Quentin Halys Constant Lestienne                      |
| 5 novembre  | Internationaux de Tennis de Vendée Mouilleron-le-Captif, Francia Challenger 100 – €85.000+H Cemento indoor – 32S/32Q/16D | Sander Gillé Joran Vliegen 6–3, 4–6, [10–2]                       | Romain Arneodo Quentin Halys          | Aleksej Vatutin Elliot Benchetrit    | Maxime Janvier Mats Moraing Quentin Halys Constant Lestienne                      |
| 5 novembre  | Knoxville Challenger Knoxville, Stati Uniti Challenger 80 – $75.000 Cemento indoor – 32S/32Q/16D                         | Reilly Opelka 7–5, 4–6, 7–6(2)                                    | Bjorn Fratangelo                      | Nikola Milojević Christopher Eubanks | Blaž Rola Michael Mmoh Evgenij Karlovskij Tim Smyczek                             |
| 5 novembre  | Knoxville Challenger Knoxville, Stati Uniti Challenger 80 – $75.000 Cemento indoor – 32S/32Q/16D                         | Toshihide Matsui Frederik Nielsen 7–6(6), 7–5                     | Hunter Reese Tennys Sandgren          | Nikola Milojević Christopher Eubanks | Blaž Rola Michael Mmoh Evgenij Karlovskij Tim Smyczek                             |
| 5 novembre  | Uruguay Open Montevideo, Uruguay Challenger 90 – $75.000+H Terra rossa – 32S/32Q/16D                                     | Guido Pella 6–3, 3–6, 6–1                                         | Carlos Berlocq                        | Mario Vilella Martínez Pedro Sousa   | Martín Cuevas Facundo Argüello Daniel Gimeno Traver Lorenzo Giustino              |
| 5 novembre  | Uruguay Open Montevideo, Uruguay Challenger 90 – $75.000+H Terra rossa – 32S/32Q/16D                                     | Guido Andreozzi Guillermo Durán 7–6(5), 6–4                       | Facundo Bagnis Andrés Molteni         | Mario Vilella Martínez Pedro Sousa   | Martín Cuevas Facundo Argüello Daniel Gimeno Traver Lorenzo Giustino              |
| 12 novembre | Bengaluru Open Bangalore, India Challenger 125 – $150.000+H Cemento – 32S/32Q/16D                                        | Prajnesh Gunneswaran 6–2, 6–2                                     | Saketh Myneni                         | Oleksandr Nedovjesov Brayden Schnur  | Sumit Nagal Frederico Ferreira Silva Sasikumar Mukund Cem İlkel                   |
| 12 novembre | Bengaluru Open Bangalore, India Challenger 125 – $150.000+H Cemento – 32S/32Q/16D                                        | Max Purcell Luke Saville 7–6(3), 6–3                              | Purav Raja Antonio Šančić             | Oleksandr Nedovjesov Brayden Schnur  | Sumit Nagal Frederico Ferreira Silva Sasikumar Mukund Cem İlkel                   |
| 12 novembre | Challenger Series - Houston Houston, Stati Uniti Challenger 125 – $150.000+H Cemento – 32S/32Q/16D                       | Bradley Klahn 7–6(4), 7–6(4)                                      | Roy Smith                             | Kamil Majchrzak Dominik Koepfer      | Jason Jung Thai-Son Kwiatkowski Ivo Karlović Evan Song                            |
| 12 novembre | Challenger Series - Houston Houston, Stati Uniti Challenger 125 – $150.000+H Cemento – 32S/32Q/16D                       | Austin Krajicek Nicholas Monroe 4–6, 7–6(3), [10–5]               | Marcelo Arévalo James Cerretani       | Kamil Majchrzak Dominik Koepfer      | Jason Jung Thai-Son Kwiatkowski Ivo Karlović Evan Song                            |
| 12 novembre | Champaign-Urbana Challenger Champaign, United States Challenger 80 – $75.000 Cemento indoor – 32S/32Q/16D                | Reilly Opelka 7–6(6), 6–3                                         | Ryan Shane                            | Blaž Rola Tommy Paul                 | John-Patrick Smith Sekou Bangoura Tak Khunn Wang Christopher Eubanks              |
| 12 novembre | Champaign-Urbana Challenger Champaign, United States Challenger 80 – $75.000 Cemento indoor – 32S/32Q/16D                | Matt Reid John-Patrick Smith 6–4, 4–6, [10–8]                     | Hans Hach Verdugo Luis David Martínez | Blaž Rola Tommy Paul                 | John-Patrick Smith Sekou Bangoura Tak Khunn Wang Christopher Eubanks              |
| 12 novembre | Challenger de Buenos Aires Buenos Aires, Argentina Challenger 80 – $50.000+H Terra rossa – 32S/32Q/16D                   | Pablo Andújar 6–3, 6–1                                            | Pedro Cachín                          | Dimitar Kuzmanov Federico Coria      | Bastián Malla Facundo Argüello Guilherme Clezar Peđa Krstin                       |
| 12 novembre | Challenger de Buenos Aires Buenos Aires, Argentina Challenger 80 – $50.000+H Terra rossa – 32S/32Q/16D                   | Guido Andreozzi Guillermo Durán 6–4, 4–6, [10–3]                  | Marcelo Demoliner Andrés Molteni      | Dimitar Kuzmanov Federico Coria      | Bastián Malla Facundo Argüello Guilherme Clezar Peđa Krstin                       |
| 12 novembre | Kobe Challenger Kobe, Giappone Challenger 80 – $50.000+H Cemento indoor – 32S/32Q/16D                                    | Tatsuma Itō 3–6, 7–5, 6–3                                         | Yosuke Watanuki                       | Yoshihito Nishioka Yasutaka Uchiyama | Kwon Soon-woo Gō Soeda Hiroki Moriya Chung Yun-seong                              |
| 12 novembre | Kobe Challenger Kobe, Giappone Challenger 80 – $50.000+H Cemento indoor – 32S/32Q/16D                                    | Gonçalo Oliveira Akira Santillan 2–6, 6–4, [12–10]                | Li Zhe Gō Soeda                       | Yoshihito Nishioka Yasutaka Uchiyama | Kwon Soon-woo Gō Soeda Hiroki Moriya Chung Yun-seong                              |
| 19 novembre | Pune Challenger Pune, India Challenger 80 – $50.000+H Cemento – 32S/32Q/16D                                              | Elias Ymer 6–2, 7–5                                               | Prajnesh Gunneswaran                  | Radu Albot Brayden Schnur            | Sasikumar Mukund Oleksandr Nedovjesov Sebastian Fanselow Frederico Ferreira Silva |
| 19 novembre | Pune Challenger Pune, India Challenger 80 – $50.000+H Cemento – 32S/32Q/16D                                              | Vijay Sundar Prashanth Ramkumar Ramanathan 7–6(3), 6(5)–7, [10–7] | Hsieh Cheng-peng Yang Tsung-hua       | Radu Albot Brayden Schnur            | Sasikumar Mukund Oleksandr Nedovjesov Sebastian Fanselow Frederico Ferreira Silva |
| 19 novembre | Internazionali di Tennis Castel del Monte Andria, Italia Challenger 80 – €43.000+H Sintetico indoor – 32S/32Q/16D        | Ugo Humbert 6–4, 7–6(3)                                           | Filippo Baldi                         | Kevin Krawietz Quentin Halys         | Serhij Stachovs'kyj Federico Gaio Roberto Marcora Illja Marčenko                  |
| 19 novembre | Internazionali di Tennis Castel del Monte Andria, Italia Challenger 80 – €43.000+H Sintetico indoor – 32S/32Q/16D        | Karol Drzewiecki Szymon Walków 7–6(10), 2–6, [11–9]               | Marc-Andrea Hüsler David Pel          | Kevin Krawietz Quentin Halys         | Serhij Stachovs'kyj Federico Gaio Roberto Marcora Illja Marčenko                  |

## Distribuzione punti
| Categoria torneo | Montepremi                                      | Singolare | Singolare | Singolare | Singolare | Singolare | Singolare | Singolare | Singolare | Singolare | Singolare | Doppio | Doppio | Doppio | Doppio | Doppio |
| Categoria torneo | Montepremi                                      | V         | F         | SF        | QF        | 1/8       | 1/16      | Q         | Q3        | Q2        | Q1        | V      | F      | SF     | QF     | 1/8    |
| ---------------- | ----------------------------------------------- | --------- | --------- | --------- | --------- | --------- | --------- | --------- | --------- | --------- | --------- | ------ | ------ | ------ | ------ | ------ |
| Challenger 125   | 150.000 $+H 127.000 €+H                         | 125       | 75        | 45        | 25        | 10        | 0         | +5        | 0         | 0         | 0         | 125    | 75     | 45     | 25     | 0      |
| Challenger 110   | 150.000 $ o 125.000 $+H 127.000 € o 106.500 €+H | 110       | 65        | 40        | 20        | 9         | 0         | +5        | 0         | 0         | 0         | 110    | 65     | 40     | 20     | 0      |
| Challenger 100   | 125.000 $ o 100.000 $+H 106.000 € o 85.000 €+H  | 100       | 60        | 35        | 18        | 8         | 0         | +5        | 0         | 0         | 0         | 100    | 60     | 35     | 18     | 0      |
| Challenger 90    | 100.000 $ o 75.000 $+H 85.000 € o 64.000 €+H    | 90        | 55        | 33        | 17        | 8         | 0         | +5        | 0         | 0         | 0         | 90     | 55     | 33     | 17     | 0      |
| Challenger 80    | 75.000 $ 64.000 €                               | 80        | 48        | 29        | 15        | 7         | 0         | +3        | 0         | 0         | 0         | 80     | 48     | 29     | 15     | 0      |
| Challenger 80    | 50.000 $+H 43.000 €+H                           | 80        | 48        | 29        | 15        | 6         | 0         | +3        | 0         | 0         | 0         | 80     | 48     | 29     | 15     | 0      |